# 重返犯罪現場
- 關於《重返犯罪現場》的洛杉磯衍生劇，請見「重返犯罪現場：洛杉磯」。
- 關於《重返犯罪現場》的紐奧良衍生劇，請見「重返犯罪現場：紐奧良」。

《重返犯罪現場》（的縮寫）是美國哥倫比亞廣播公司電視網的一部電視影集。內容是關於一組隸屬於海軍犯罪調查局()的探員的故事，他們調查牽涉到美國海軍與美國海軍陸戰隊人員的犯罪事件。影集的概念和角色最初是來自的另一部影集《執法悍將》（JAG，的縮寫）的連續兩集（集數編號8x20和8x21）。此套影集於2003年9月首映，不同於另一套犯罪影集《CSI》系列，《重返犯罪現場》並不強調實際採證過程，而是將戲劇主軸鎖定在刻劃片中主要角色的個性。

## 角色介紹

### NCIS

#### 目前主要成員
提摩西·麥基(Timothy McGee)／西恩·莫瑞(Sean Murray)飾演。
年輕的探員，在第一季第7集時登場，他讓狄諾佐對他的工作感到神經兮兮。電子技術專家，電腦技能僅次於艾比，曾就讀麻省理工學院(MIT)與約翰·霍普金斯大學，擁有三個碩士學位，沉迷於線上遊戲(Half Life：Counter-Strike)，有時吉布斯或狄諾佐會戲稱他為「精靈王」(Elf-Lord)。狄諾佐經常幫他取綽號，例如：「麥搜(McGoo)」（『Goo』即知名搜尋網站『Google』)，「菜鳥」(Probie)則是最常用的稱號，但在第五季狄諾佐答應不再叫他「菜鳥」。在第十四季尾聲與蒂萊拉結婚。
吉米·帕瑪(Jimmy Palmer)／布萊恩·戴森(Brian Dietzen)飾演。
馬拉德醫生的常任助手，常常因為太多嘴被吉布斯瞪。因為第九季最後馬拉德醫生心臟病發，第十季開頭曾經短暫擔任主任法醫。在第九季與布萊娜(Breena Slater)結婚。在第十一季生下一女，並以馬拉德醫生的母親為名，維多利亞·伊麗莎白·帕瑪(Victoria Elizabeth Palmer)。第十四季第13集中提到他考了兩次正式法醫都沒過，偷偷又去考第三次終於過了，但因為不想離開馬拉德醫生和大家，選擇隱瞞，之後為了安慰一個想自殺的人才被其他人發現。從此之後，馬拉德醫生也改稱他為帕瑪醫生(Dr. Palmer)。第十六季第16集因為馬拉德醫生退休而正式接任主任法醫的職務。
里昂·凡斯(Leon Vance)／洛基·卡羅(Rocky Carroll)飾演。
NCIS 現任處長。外勤探員出身，喜歡咬牙籤。對電腦也很有一套。
尼克·托瑞斯(Nick Torres)／威爾默·瓦德拉瑪(Wilmer Valderrama)飾演。
在第十四季時登場的新角色，NCIS特別探員之一，之前在阿根廷執行臥底任務時離奇失蹤，一度被認定死亡，六個月後他平安歸來並重返NCIS。
凱西·海因斯(Kasie Hines)／蒂歐娜·瑞森諾佛(Diona Reasonover)飾演。
在第十五季第17集時登場的新角色，原本是紐約醫學院的研究生，被馬拉德醫生僱用為撰寫新書和協助NCIS調查的助手，而她也因此認識了吉布斯等人。和艾比一樣，凱西也精通鑑識學，因此她十分崇拜艾比。艾比離開NCIS之後，吉布斯便讓凱西暫時接替艾比的空職。第十六季凱西正式成為NCIS的鑑識人員。
潔西卡·奈特(Jessica Knight)／卡特麗娜·洛(Katrina Law)飾演。
在第十八季第15集時登場的新角色，原本是NCIS的區域執法行動能力培訓團隊（REACT Team，是Regional Enforcement Action Capabilities Training Team的縮寫）成員之一，為了調查造成同僚喪生的爆炸案而與吉布斯等人合作，之後凡斯處長為了找出在爆炸案中下落不明的吉布斯而招攬她進入團隊。奈特擅長人質談判和處理高風險任務，思想敏捷、身手矯健，個性強悍還帶點固執，但她的言談卻帶有一種詼諧的幽默感。
奧爾登·帕克(Alden Parker)／蓋瑞·科爾(Gary Cole)飾演。
在第十九季第2集時登場的新角色，原本是FBI 探員，麥基等人在尋找在爆炸案中下落不明的吉布斯時，發現吉布斯正在追捕一名連環殺手，而這名殺手正好亦是帕克調查的對象，也因此促成了雙方的合作。之後FBI因為吉布斯追捕連環殺手時的粗暴態度而派遣帕克逮捕吉布斯，但帕克卻在最後關頭將吉布斯放走，也導致自己被FBI解僱。吉布斯離開NCIS之後，帕克便在凡斯處長的委託下暫時進入團隊幫忙，不久後正式接替吉布斯留下的空職，成為NCIS的新任主任調查員。

#### 已離開成員
里洛伊·賈斯羅·吉布斯(Leroy Jethro Gibbs)／馬克·漢蒙（Mark Harmon）飾演。
NCIS 前任主任調查員，下面的人叫他「老大」(Boss)，身經百戰的前海軍陸戰隊狙擊手，他在海軍陸戰隊時的軍階為槍砲軍士長(GySgt)。來自Stillwater（一個美國賓州煤礦區的小鎮），在派駐去伊拉克 時，妻子夏儂與女兒凱莉捲入販毒集團的鬥爭而失去性命，對於失去她們他總覺得自責。是一位技巧相當熟練的調查員與審問者，擁有絕對正確的直覺，在辦案的時候他把這些當成他的優勢。他也喜歡跳脫命令結構外思考，以幫助他解決案件。唯一的弱點是對電子科技難以上手。工作外的興趣是在他家的地下室造船（已經造了 3 艘），而且從來不鎖門。嗜喝咖啡成癮，且不加糖不加奶。父親為傑克森·吉布斯(Jackson Gibbs)。他有自己一套的規則（參見 Gibbs' Rules），而他的組員和他都要遵守。習慣拍人後腦勺，這不是處罰而是要「振作」的意思。第十八季的最後一集，吉布斯駕駛自己打造的船「第91條規側」(Rules 91)追捕一名殺手，結果船發生爆炸，吉布斯從殘骸中游走。第十九季的第1集麥基等人找到了吉布斯，進而發現他追捕殺手的事實，第4集在眾人解決了殺手犯下的案子之後，吉布斯在阿拉斯加的納克托克灣感受著自從妻子和女兒去世以來從未有過的平靜，便決定離開NCIS，並與麥基告別，而飾演此角色的馬克·漢蒙也正式告別「NCIS」的演出。
艾比·舒托(Abigail "Abby" Sciuto)／寶莉·培瑞特(Pauley Perrette)飾演。
鑑識科學家，其工作能力極為優秀，因此經常被各方人士挖角。初識艾比的人一定會因為其哥德式的穿著及配件訝異，然而其性格其實十分純真，甚至帶點孩子氣。艾比特別討厭那些吃雞肉卻又堅持自己吃素的人，她嗜飲高咖啡因飲料「Caf'-Pow」；經常碎碎念，尤其每當案情陷入膠著時，就會顯得特別焦慮。實際上艾比的飾演者寶莉·培瑞特確實擁有鑑識學碩士的學位。第十五季第22集中，被判终身监禁的生化武器專家勞勃·金恩欲雇凶杀害艾比，國際辦公室駐點人員克雷頓为保护艾比而牺牲。身邊同伴接連離開人世的打擊讓艾比感到萬念俱灰，因此她决定離開NCIS，同時為了彌補對克雷頓的虧欠，她決定將克雷頓扶柩归葬伦敦，并替克雷頓完成其未完成的梦想，即创建一个以其母亲为名的慈善机构，而寶莉·培瑞特也正式告別「NCIS」的演出。
唐納·馬拉德（達奇）(Donald "Ducky" Mallard)／大衛·麥考倫(David McCallum)飾演／年輕版：亞當·坎貝爾(Adam Campbell)飾演。
資深法醫，蘇格蘭人，曾服務於英國陸軍醫療團。驗屍時有跟屍體說話的習慣，十分博學多聞而喋喋不休，特徵是穿吊帶褲帶領結。擁有心理學的學位，也是NCIS的心理側寫師。只允許吉布斯稱呼他"DUCK"。第十六季第16集宣布從NCIS退休，不久後被吉布斯和凡斯處長聘用為NCIS的兼職歷史學家。第二十一季第2集被吉米發現於睡夢中辭世（實際上大衛·麥考倫本人於2023年9月病逝）。
小安東尼·狄諾佐 （東尼）(Anthony "Tony" DiNozzo Jr)／麥可·威瑟里(Michael Weatherly)飾演。
義大利裔，制服警員出身，當過重案組探員。嚴重沙文主義者，愛看電影，經常引用電影台詞。他常常能和美女搭訕和調情，有時因此得到破案的寶貴線索。父親為安東尼·狄諾佐 一世(Anthony DiNozzo Sr)。狄諾佐常用的自我介紹為「Very special agent Anthony DiNozzo」，意指非常特別的探員安東尼·狄諾佐。第十一季的第1、2集去以色列找因失去至親而萬念俱灰的姬瓦，然而在兩人一夜溫存之後，姬瓦還是決定離開NCIS，這讓狄諾佐感到沮喪，但他也只能無奈接受。第十三季最後一集，摩薩德局長親自前來告知姬瓦遇害的消息。原來一名前CIA幹員得知姬瓦的父親伊萊持有他洩密給俄國的證據，為了掩蓋證據而雇用了炸彈客炸毀大衛家族在以色列鄉間的農莊，居住於此的姬瓦不幸身亡（但之後第十六季交代姬瓦其實還活著）。而狄諾佐也因為這個消息得知他與姬瓦之間有一個孩子，因為住房離爆炸位置較遠逃過一劫。狄諾佐怕他的工作會害了這個孩子，因此決定離開NCIS，同時也將「Very special agent」這個稱號傳給麥基，而飾演此角色的麥可·威瑟里也正式告別「NCIS」的演出。
姬瓦·大衛(Ziva David)／蔻特·德·帕布羅(Cote de Pablo)飾演。
於第三季時參與演出，本為以色列特工，後來接替凱特的空職轉任到吉布斯手下辦事，一開始她並非正式的探員，其身份為以色列情報特務局（俗稱「莫沙德」）聯络官(Mossad Control Officer)，英語不甚靈光，常講錯單詞。父親為「摩薩德」局長伊萊·大衛。在第 9 季開頭正式成為 NCIS 的特別探員。第10季結束時離開NCIS回以色列。第11季的第1、2集狄諾佐去以色列勸姬瓦回頭，但姬瓦最後還是決定離開NCIS。第13季的最後一集，摩薩德局長告知姬瓦在以色列遇害。第16季第13集畢夏從一些蛛絲馬跡發現姬瓦其實還活著，她為了保護家人而將自己隱藏起來，第24集姬瓦現身告訴飽受前妻黛安問題困擾的吉布斯，他仍身處險境之中。第17季第1集姬瓦透露她偽造死亡的原因是跟一個叫薩哈爾的女人有關，第11集在眾人解決掉薩哈爾之後，姬瓦與吉布斯和他的團隊道別，前往巴黎與狄諾佐和他們的孩子團聚，飾演此角色的蔻特·狄·帕布羅至此正式告別「NCIS」的演出。
凱特琳（凱特）·塔德(Caitlin "Kate" Todd)／莎夏·亞歷山大(Sasha Alexander)飾演。
前美國特工局總統衛隊幹員，總是質疑上司，包括吉布斯在內。第二季最後一集，她在執勤時被阿里·大衛射殺。喜歡素描，許多同事都出現在她的繪本上。在第九季時（總集 200 集的特別節目中）回歸客串。
珍妮·雪帕(Jenny Shepard)／蘿倫·荷莉(Lauren Holly)飾演。
NCIS 前任處長，過去是吉布斯的學生與搭檔，曾在巴黎一起出過任務，她與吉布斯有著很複雜的牽扯。在第五季最後一集「死劫（上）」被殺。
米雪兒·李(Michelle Lee)／麗莎·拉琵拉(Liza Lapira)飾演。
任職於 NCIS 的法律顧問，也是一個藏身在 NCIS 的間諜。帕瑪的女朋友，第六季第一集兩人在犯罪現場碰面，李有欲言又止的感覺，後來吉布斯在追查李的不在場證明，帕瑪說他們已經分手了。由於自己的女兒遭到歹徒挾持而被迫成為間諜。於第 6 季時遭到歹徒挾持，以眼神示意吉布斯開槍穿過自己的身體打死歹徒，因而死亡。她的女兒後被救出。
亞歷山大·昆恩(Alexandra "Alex" Quinn)／珍妮弗·艾斯波西多(Jennifer Esposito)飾演。
在第十四季時登場，曾在NCIS服務，後轉任聯邦執法人員訓練中心擔任教官，為了調查尼克失蹤的案子而與吉布斯重逢，也因此在吉布斯的招攬下重返NCIS。第十四季最後一集昆恩得知自己得阿茲海默症的母親病情日益嚴重，因此決定離開NCIS，專心照顧母親，而飾演此角色的珍妮弗·艾斯波西多也正式告別「NCIS」的演出。
克雷頓·李維(Clayton Reeves)／杜恩·亨利(Duane Henry)飾演。
英國軍情六處特工，在第十三季時登場，為了調查一連串的特工命案而與NCIS合作，也因此認識了吉布斯等人。第十四季第九集克雷頓成為NCIS國際辦公室的駐點人員之一，而他在軍情六處的工作經驗和所學習到的技能，給予NCIS辦案時很大的助力。第十五季第二十二集，克雷頓因試圖保護艾比而被殺。
艾莉諾·畢夏(Eleanor Bishop)／艾米麗·威克沙姆(Emily Wickersham)飾演。
在第十一季第9集時登場，原本是美國國家安全局(NSA)分析師，後被吉布斯招攬進入NCIS接替姬瓦的空職。在NSA的專長為國際情報分析，能夠準確判斷國際威脅並提前發出預警。進入NCIS後才開始學習成為外勤探員，分析師的經歷讓她善於尋找線索間的關聯。分析時她喜歡盤腿坐在地上或桌上，週圍散布著文件，一邊吃零食，後來被吉布斯禁止。熱愛食物。登場時是已婚的身份，但因為保密規定的關係與身為NSA首席律師的丈夫傑克漸行漸遠，最後因傑克與同事出軌而離婚。第十四季與之前行動拯救過的翻譯卡辛姆交往，但之後卡辛姆因為威洛比行動而被殺，畢夏幫他報了仇。第十八季的最後一集，NCIS在追捕一名危險的軍火商時，意外發現畢夏與多年前國安局的洩密案有關，儘管麥基等人試圖證明她的清白，但最終畢夏還是坦承自己是臥底，並決定離開NCIS。不過尼克發現畢夏的洩密不是出於自願，因此試圖挽留，但畢夏最後還是決定退出NCIS團隊，而飾演此角色的艾米麗·威克沙姆也正式告別「NCIS」的演出。
賈桂琳·斯隆(Jacqueline "Jack" Sloane)／瑪麗亞·貝羅(Maria Bello)飾演。
在第十五季第4集時登場，原本是NCIS僱用的心理學家，後在凡斯處長的招攬下轉任特別探員。陸軍上尉出身，曾在阿富汗兩度服役。由於斯隆曾研修法庭心理學，這在她辦案的時候成為她的優勢。和凱特一樣，斯隆也會質疑吉布斯，因此二人常產生摩擦，但亦會互相尊重。斯隆個性正向、淘氣，但她的發言往往是一針見血。第十八季的第8集，在阿富汗成功救出遭到塔利班綁架的女孩後，斯隆因為好友慘死而感到萬念俱灰，因此她決定留在那裡幫助有需要的人，並與吉布斯在阿富汗告別，離開NCIS，而飾演此角色的瑪麗亞·貝羅也正式告別「NCIS」的演出。

### 其他單位
托拜斯·佛內爾(Tobias Fornell)／喬·史派諾(Joe Spano)飾演。
資深 FBI 探員，也是吉布斯的好友。他被誣陷將某個臥底探員的身分洩漏給黑手黨，經由吉布斯的幫助讓他洗刷冤屈。
伊萊·大衛(Eli David)／邁可·努里(Michael Nouri)飾演。
以色列 特務機關「摩薩德」(Mossad)局長。姬瓦與阿里的父親，以有別於一般父母的教育方式扶養子女，總是賦予姬瓦最困難的職務。在第七季時，為了讓姬瓦回到「摩薩德」寧願讓姬瓦成為嫌疑犯。於第十季第十一集中被殺。
阿比蓋爾·波林(Abigail Borin)／黛安·尼爾(Diane Neal)飾演。
海岸警衛隊調查局（CGIS，是Coast Guard Investigative Service的縮寫）探員，在第七季時登場。因為職務的關係，有時她必須和NCIS合作，也因此認識了吉布斯等人。波林和吉布斯一樣喜歡喝咖啡，也習慣拍別人後腦勺。
蒂萊拉·菲爾丁(Delilah Fielding)／馬戈·哈什曼(Margo Harshman)飾演。
在第11季時登場，國防部(DOD，Department of Defense)情報分析員，是麥基的女友。有時會和NCIS合作分享情資。在第11季中參加情報人員頒獎典禮時受到恐怖攻擊而半身不遂。在第十四季尾聲與麥基結婚，並已懷孕。

### 其他
邁克·范克斯(Mike Franks)／缪斯·沃森(Muse Watson)飾演。
前 NCIS 探員，辦案風格經常遊走於法律邊緣，與吉布斯擁有亦師亦友的關係。雖然年紀不小，但身手仍十分矯捷。在許多次案件中，扮演十分重要的角色。
在第 8 季終與被稱為「P2P」(Port to Port)的連續殺人犯打起來被用手術刀刺進胸口身亡。有一位媳婦和孫女。
在總集 200 集的特別節目中回歸客串。

### 吉布斯前妻
夏儂·吉布斯(Shannon Gibbs)／達比·斯坦茨菲爾德(Darby Stanchfield)飾演。
吉布斯的第一任妻子，唯一不是因為離婚而分開的前妻。凱莉·吉布斯(Kelly Gibbs)的媽媽。在吉布斯出任務時，與八歲的女兒一起被墨西哥毒梟所弒。
黛安·斯特林(Diane Sterling)／梅林達·麥格勞(Melinda McGraw)飾演。
吉布斯的第二任妻子，也是佛內爾探員的前妻，國稅局(IRS)的調查員，離婚前榨乾了吉布斯的銀行帳戶。艾米麗·佛內爾(Emily Fornell)的媽媽。在第十二季被暗殺。
盧貝卡·蔡斯(Rebecca Chase)／潔麗·雷恩(Jeri Ryan)飾演。
吉布斯的第三任妻子。最後一位出場的前妻，在第十二季出場。
史坦芬妮·弗林(Stephanie Flynn)／凱瑟琳·約克(Kathleen York)飾演。
吉布斯的第四任妻子。只出現在第五季。
按：以上前妻共同特徵是皆擁有一頭紅髮。

## 影集歷史
- 在第一季的時候，影集的名字本來叫做。由於縮寫中的是代表海軍，所以這樣子的命名方式在技術上是多餘的（縮寫贅字(RAS Syndrome)的一個例子）。根據報導是不顧貝里沙立歐的反對，而決定要使用這個名字的，原因是為了要：

1. 吸引新觀眾（特別是會看《執法悍將》的），他們可能不知道是什麼的縮寫。
2. 讓不要跟另一部主題類似、拼法也類似的影集《CSI》以及後者的衍生影集混淆（一開始很多人總是把這部影集誤叫做）。

在第一季成功之後，或許它已經建立了自己的地位，所以就把影集的名稱縮短為。
- 第四季片末時，一手創造本劇的執行製作唐納·貝里沙立歐(Donald Bellisario)對於細節管理的過份追究與常在最後一刻修改劇本等行事風格而導致主角馬克·漢蒙公開表達不滿與威脅求去，因此於第五季時退出製作組並改為掛名，職務由副執行製作Chas. Floyd Johnson與原首席劇本作者Shane Brennan接替。

- 由於第六季急驟升高的收視率、以及有效拉抬時段在其後的新影集超感應神探(The Mentalist)，CBS批准重返犯罪現場開設衍生影集《海軍罪案調查處：洛杉磯》(NCIS: Los Angeles)，並安排於重返犯罪現場後的週二九點檔播出。

## 集數
| 季數   | 集數 |
| ------ | ---- |
| 第1季  | 23   |
| 第2季  | 23   |
| 第3季  | 24   |
| 第4季  | 24   |
| 第5季  | 19   |
| 第6季  | 25   |
| 第7季  | 24   |
| 第8季  | 24   |
| 第9季  | 24   |
| 第10季 | 24   |
| 第11季 | 24   |
| 第12季 | 24   |
| 第13季 | 24   |
| 第14季 | 24   |
| 第15季 | 24   |
| 第16季 | 24   |
| 第17季 | 20   |
| 第18季 | 16   |
| 第19季 | 21   |
| 第20季 | 22   |

## 集名列表
| 日期       | #     | 集名         | 原名 |
| ---------- | ----- | ------------ | ---- |
| 2003/09/23 | 01x01 | 空軍一號     |      |
| 2003/09/30 | 01x02 | 極速死亡     |      |
| 2003/10/07 | 01x03 | 喋血疑雲     |      |
| 2003/10/14 | 01x04 | 虛擬風暴     |      |
| 2003/10/28 | 01x05 | 木乃伊       |      |
| 2003/11/04 | 01x06 | 毒品疑雲     |      |
| 2003/11/18 | 01x07 | 惡意的出席   |      |
| 2003/11/25 | 01x08 | 恐怖追殺令   |      |
| 2003/12/16 | 01x09 | 死亡留言     |      |
| 2004/01/06 | 01x10 | 記憶拼圖     |      |
| 2004/01/13 | 01x11 | 鏡頭下的謀殺 |      |
| 2004/02/03 | 01x12 | 多餘的左腿   |      |
| 2004/02/10 | 01x13 | 奪命狙擊     |      |
| 2004/02/17 | 01x14 | 不可能的兇手 |      |
| 2004/02/24 | 01x15 | 幽靈人       |      |
| 2004/03/02 | 01x16 | 挾持危機     |      |
| 2004/03/16 | 01x17 | 假戲真做     |      |
| 2004/04/06 | 01x18 | 禽兇記       |      |
| 2004/04/27 | 01x19 | 陰間留言     |      |
| 2004/05/04 | 01x20 | 復仇之路     |      |
| 2004/05/11 | 01x21 | 監守自盜     |      |
| 2004/05/18 | 01x22 | 關鍵環節     |      |
| 2004/05/25 | 01x23 | 終局         |      |

† 中文譯名採用台灣公視的翻譯。

| 日期       | #     | 集名           | 原名 |
| ---------- | ----- | -------------- | ---- |
| 2004/09/28 | 02x01 | 遙控的罪行     |      |
| 2004/10/05 | 02x02 | 賢妻俱樂部     |      |
| 2004/10/12 | 02x03 | 神秘失蹤       |      |
| 2004/10/19 | 02x04 | 歷史重演       |      |
| 2004/10/26 | 02x05 | 萬骨塚         |      |
| 2004/11/16 | 02x06 | 退役風波       |      |
| 2004/11/23 | 02x07 | 英雄夢魘       |      |
| 2004/11/30 | 02x08 | 燃燒疑雲       |      |
| 2004/12/07 | 02x09 | 色魔入侵       |      |
| 2004/12/14 | 02x10 | 臥底行動       |      |
| 2004/01/11 | 02x11 | 真相大白       |      |
| 2005/01/18 | 02x12 | 弄假成真       |      |
| 2005/02/08 | 02x13 | 人肉拼圖       |      |
| 2005/02/15 | 02x14 | 證人           |      |
| 2005/02/22 | 02x15 | 元凶現形       |      |
| 2005/03/01 | 02x16 | 香消玉殞       |      |
| 2005/03/22 | 02x17 | 巴拉圭眼珠奇案 |      |
| 2005/03/29 | 02x18 | 比基尼凶殺案   |      |
| 2005/04/12 | 02x19 | 峰迴路轉       |      |
| 2005/04/26 | 02x20 | 校園殺機       |      |
| 2005/05/03 | 02x21 | 遺骨謎團       |      |
| 2005/05/10 | 02x22 | 唇印殺機       |      |
| 2005/05/24 | 02x23 | 血色黃昏       |      |

| 日期 | #     | 集名           | 原名 |
| ---- | ----- | -------------- | ---- |
| ??   | 03x01 | 追殺阿里（上） |      |
| ??   | 03x02 | 追殺阿里（下） |      |
| ??   | 03x03 | 鬥智遊戲       |      |
| ??   | 03x04 | 鐵棺奇屍       |      |
| ??   | 03x05 | 偷天換日       |      |
| ??   | 03x06 | 直擊殺人秀     |      |
| ??   | 03x07 | 稚子真情       |      |
| ??   | 03x08 | 殺手輓歌       |      |
| ??   | 03x09 | 人不是我殺的   |      |
| ??   | 03x10 | 菜鳥震撼教育   |      |
| ??   | 03x11 | 問題模特兒     |      |
| ??   | 03x12 | 困獸之鬥       |      |
| ??   | 03x13 | 綁架正義       |      |
| ??   | 03x14 | 鶼"諜"情深     |      |
| ??   | 03x15 | 斷頭奇案       |      |
| ??   | 03x16 | 驚爆疑雲       |      |
| ??   | 03x17 | 熊出沒!        |      |
| ??   | 03x18 | 人肉炸彈       |      |
| ??   | 03x19 | 冰封情仇       |      |
| ??   | 03x20 | 鞭長莫及       |      |
| ??   | 03x21 | 危險的愛       |      |
| ??   | 03x22 | 處長危機       |      |
| ??   | 03x23 | 記憶裂痕（上） |      |
| ??   | 03x24 | 記憶裂痕（下） |      |

† 中文譯名採用台灣公視的翻譯。

| 日期       | 台灣首播   | #     | 集名             | 原名 |
| ---------- | ---------- | ----- | ---------------- | ---- |
| 2006/09/19 | 2007/04/02 | 04x01 | 請君入甕         |      |
| 2006/09/26 | 2007/04/03 | 04x02 | 冤獄情仇         |      |
| 2006/10/03 | 2007/04/04 | 04x03 | 消失的上尉       |      |
| 2006/10/10 | 2007/04/05 | 04x04 | 舊案終結         |      |
| 2006/10/17 | 2007/04/06 | 04x05 | 未婚妻的漫長等待 |      |
| 2006/10/31 | 2007/04/09 | 04x06 | 驚悚萬聖節       |      |
| 2006/11/07 | 2007/04/10 | 04x07 | 轟天雷           |      |
| 2006/11/14 | 2007/04/11 | 04x08 | 老兵不死         |      |
| 2006/11/21 | 2007/04/12 | 04x09 | 麻煩小妹         |      |
| 2006/11/28 | 2007/04/13 | 04x10 | 肉乾拼圖         |      |
| 2006/12/12 | 2007/04/16 | 04x11 | AI殺機           |      |
| 2007/01/16 | 2007/04/17 | 04x12 | 小城風雲         |      |
| 2007/01/23 | 2007/04/18 | 04x13 | 毒氣警戒         |      |
| 2007/02/06 | 2007/04/19 | 04x14 | 獵蛙行動         |      |
| 2007/02/13 | 2007/04/20 | 04x15 | 芳心誰屬         |      |
| 2007/02/20 | 2007/04/23 | 04x16 | 放射情緣         |      |
| 2007/02/27 | 2007/04/24 | 04x17 | 死人骨頭         |      |
| 2007/03/20 | 2007/04/25 | 04x18 | 冰點父子情       |      |
| 2007/04/03 | 2007/04/26 | 04x19 | 驚爆任務         |      |
| 2007/04/10 | 2007/04/27 | 04x20 | 頁頁殺機         |      |
| 2007/04/24 | 2007/04/30 | 04x21 | 戰友             |      |
| 2007/05/01 | 2007/05/01 | 04x22 | 蒙在鼓裡         |      |
| 2007/05/08 | 2007/05/02 | 04x23 | 新木馬屠城記     |      |
| 2007/05/22 | 2007/05/03 | 04x24 | 死亡天使         |      |

† 中文譯名採用台灣公視的翻譯。

| 台灣首播日期 | #     | 集名       | 原名 |
| ------------ | ----- | ---------- | ---- |
| 2008/06/18   | 05x01 | 逝者已矣   |      |
| 2008/06/19   | 05x02 | 親情       |      |
| 2008/06/20   | 05x03 | 前妻檔案   |      |
| 2008/06/23   | 05x04 | 身分危機   |      |
| 2008/06/24   | 05x05 | 空中斷魂   |      |
| 2008/06/25   | 05x06 | 空船記     |      |
| 2008/06/26   | 05x07 | 安魂曲     |      |
| 2008/06/27   | 05x08 | 指定標靶   |      |
| 2008/06/30   | 05x09 | 失而復得   |      |
| 2008/07/01   | 05x10 | 煞星下士   |      |
| 2008/07/02   | 05x11 | 家國恩仇   |      |
| 2008/07/03   | 05x12 | 偷天換日   |      |
| 2008/07/04   | 05x13 | 狗仗人"識" |      |
| 2008/07/07   | 05x14 | 內神外鬼   |      |
| 2008/07/08   | 05x15 | 隔海緝凶   |      |
| 2008/07/09   | 05x16 | 鬼門關     |      |
| 2008/07/10   | 05x17 | 李戴張冠   |      |
| 2008/07/11   | 05x18 | 死劫（上） |      |
| 2008/07/14   | 05x19 | 死劫（下） |      |

† 中文譯名採用台灣公視的翻譯。

| 台灣首播日期 | 集數 | #     | 集名             | 原名 |
| ------------ | ---- | ----- | ---------------- | ---- |
| 2009/09/01   | 114  | 06x01 | 站到最後         |      |
| 2009/09/02   | 115  | 06x02 | 航空母艦上的犯罪 |      |
| 2009/09/03   | 116  | 06x03 | 國會犯法         |      |
| 2009/09/04   | 117  | 06x04 | 家是心的歸屬     |      |
| 2009/09/07   | 118  | 06x05 | 九條命           |      |
| 2009/09/08   | 119  | 06x06 | 謀殺2.0          |      |
| 2009/09/09   | 120  | 06x07 | 連帶傷亡         |      |
| 2009/09/10   | 121  | 06x08 | 掩飾             |      |
| 2009/09/11   | 122  | 06x09 | 匕首             |      |
| 2009/09/12   | 123  | 06x10 | 路殺             |      |
| 2009/09/15   | 124  | 06x11 | 平安夜           |      |
| 2009/09/16   | 125  | 06x12 | 困籠             |      |
| 2009/09/17   | 126  | 06x13 | 驚鳥             |      |
| 2009/09/18   | 127  | 06x14 | 愛戰             |      |
| 2009/09/19   | 128  | 06x15 | 交貨             |      |
| 2009/09/21   | 129  | 06x16 | 三年             |      |
| 2009/09/22   | 130  | 06x17 | 南西南           |      |
| 2009/09/23   | 131  | 06x18 | 擊倒             |      |
| 2009/09/24   | 132  | 06x19 | 躲迷藏           |      |
| 2009/09/25   | 133  | 06x20 | 有借有還         |      |
| 2009/09/28   | 134  | 06x21 | 有毒             |      |
| 2009/09/29   | 135  | 06x22 | 傳奇（上）       |      |
| 2009/09/30   | 136  | 06x23 | 傳奇（下）       |      |
| 2009/10/01   | 137  | 06x24 | 絕對忠誠         |      |
| 2009/10/02   | 138  | 06x25 | 回歸             |      |

† 中文譯名採用台灣公視的翻譯。

| 台灣首播日期 | 集數 | #     | 集名       | 原名 | 美國首播日期 |  |
| ------------ | ---- | ----- | ---------- | ---- | ------------ |  |
| 2010/05/28   | 139  | 07x01 | 老實輓歌   |      | 2009/09/22   |  |
| 2010/05/31   | 140  | 07x02 | 重聚       |      | 2009/09/29   |  |
| 2010/06/01   | 141  | 07x03 | 內線       |      | 2009/10/06   |  |
| 2010/06/02   | 142  | 07x04 | 白臉黑臉   |      | 2009/10/13   |  |
| 2010/06/03   | 143  | 07x05 | 規矩       |      | 2009/10/20   |  |
| 2010/06/04   | 144  | 07x06 | 逃犯與親家 |      | 2009/11/03   |  |
| 2010/06/05   | 145  | 07x07 | 末局       |      | 2009/11/10   |  |
| 2010/06/08   | 146  | 07x08 | 大停電     |      | 2009/11/17   |  |
| 2010/06/09   | 147  | 07x09 | 小孩把戲   |      | 2009/11/24   |  |
| 2010/06/10   | 148  | 07x10 | 信仰       |      | 2009/12/15   |  |
| 2010/06/11   | 149  | 07x11 | 火的奇蹟   |      | 2010/01/02   |  |
| 2010/06/12   | 150  | 07x12 | 血肉       |      | 2010/01/12   |  |
| 2010/06/15   | 151  | 07x13 | 飛機上有誰 |      | 2010/01/26   |  |
| 2010/06/16   | 152  | 07x14 | 化妝舞會   |      | 2010/02/02   |  |
| 2010/06/17   | 153  | 07x15 | 小刀       |      | 2010/02/09   |  |
| 2010/06/18   | 154  | 07x16 | 母親節     |      | 2010/03/02   |  |
| 2010/06/19   | 155  | 07x17 | 雙重身分   |      | 2010/03/09   |  |
| 2010/06/22   | 156  | 07x18 | 轄區       |      | 2010/03/16   |  |
| 2010/06/23   | 157  | 07x19 | 昧樂       |      | 2010/03/23   |  |
| 2010/06/24   | 158  | 07x20 | 兼差       |      | 2010/03/30   |  |
| 2010/06/25   | 159  | 07x21 | 死心眼     |      | 2010/04/07   |  |
| 2010/06/26   | 160  | 07x22 | 邊境       |      | 2010/04/14   |  |
| 2010/06/29   | 161  | 07x23 | 愛國者末路 |      | 2010/04/21   |  |
| 2010/06/30   | 162  | 07x24 | 第51條守則 |      | 2010/04/28   |  |

† 中文譯名採用台灣公視的翻譯。

| 台灣首播日期 | 集數 | #     | 集名       | 原名 | 美國首播日期 |  |
| ------------ | ---- | ----- | ---------- | ---- | ------------ |  |
| 2011/08/29   | 163  | 08x01 | 蜘蛛與蒼蠅 |      | 2010/09/22   |  |
| 2011/08/30   | 164  | 08x02 | 夢魘       |      | 2010/09/21   |  |
| 2011/08/31   | 165  | 08x03 | 一觸即發   |      | 2010/09/28   |  |
| 2011/09/01   | 166  | 08x04 | 搶錢大作戰 |      | 2010/10/12   |  |
| 2011/09/05   | 167  | 08x05 | 死亡廣播   |      | 2010/10/19   |  |
| 2011/09/06   | 168  | 08x06 | 崩潰       |      | 2010/10/26   |  |
| 2011/09/07   | 169  | 08x07 | 斷箭       |      | 2010/11/09   |  |
| 2011/09/08   | 170  | 08x08 | 外患       |      | 2010/11/16   |  |
| 2011/09/12   | 171  | 08x09 | 內憂       |      | 2010/11/23   |  |
| 2011/09/13   | 172  | 08x10 | 虛假的證人 |      | 2011/01/11   |  |
| 2011/09/14   | 173  | 08x11 | 遊船命案   |      | 2011/01/18   |  |
| 2011/09/15   | 174  | 08x12 | 募兵官之死 |      | 2011/02/01   |  |
| 2011/09/19   | 175  | 08x13 | 自由       |      | 2011/02/08   |  |
| 2011/09/20   | 176  | 08x14 | 反應       |      | 2011/02/02   |  |
| 2011/09/21   | 177  | 08x15 | 違抗       |      | 2011/02/15   |  |
| 2011/09/22   | 178  | 08x16 | 亂碼       |      | 2011/02/22   |  |
| 2011/09/26   | 179  | 08x17 | 最後一票   |      | 2011/03/01   |  |
| 2011/09/27   | 180  | 08x18 | 每況愈下   |      | 2011/03/22   |  |
| 2011/09/28   | 181  | 08x19 | 鳥歌       |      | 2011/03/29   |  |
| 2011/09/29   | 182  | 08x20 | 雙面人     |      | 2011/04/05   |  |
| 2011/10/03   | 183  | 08x21 | 死亡倒影   |      | 2011/04/12   |  |
| 2011/10/04   | 184  | 08x22 | 巴爾的摩   |      | 2011/05/03   |  |
| 2011/10/05   | 185  | 08x23 | 天鵝之歌   |      | 2011/05/10   |  |
| 2011/10/06   | 186  | 08x24 | 金字塔     |      | 2011/05/17   |  |

† 中文譯名採用台灣公視的翻譯。

| 台灣首播日期 | 集數 | #     | 集名           | 原名 | 美國首播日期 |  |
| ------------ | ---- | ----- | -------------- | ---- | ------------ |  |
| 2012/06/04   | 187  | 09x01 | 人生如斯       |      | 2011/09/20   |  |
| 2012/06/05   | 188  | 09x02 | 不安           |      | 2011/09/27   |  |
| 2012/06/06   | 189  | 09x03 | 潘妮洛報告     |      | 2011/10/04   |  |
| 2012/06/07   | 190  | 09x04 | 買凶疑雲       |      | 2011/10/11   |  |
| 2012/06/11   | 191  | 09x05 | 吉女郎         |      | 2011/10/18   |  |
| 2012/06/12   | 192  | 09x06 | 達奇的春天     |      | 2011/10/25   |  |
| 2012/06/13   | 193  | 09x07 | 惡魔三角洲     |      | 2011/11/01   |  |
| 2012/06/14   | 194  | 09x08 | 交戰(上)       |      | 2011/11/08   |  |
| 2012/06/18   | 195  | 09x09 | 交戰(下)       |      | 2011/11/15   |  |
| 2012/06/19   | 196  | 09x10 | 父之罪         |      | 2011/11/22   |  |
| 2012/06/20   | 197  | 09x11 | 聖誕殺機       |      | 2011/12/13   |  |
| 2012/06/21   | 198  | 09x12 | 清理門戶       |      | 2012/01/03   |  |
| 2012/06/25   | 199  | 09x13 | 走投無路       |      | 2012/01/10   |  |
| 2012/06/26   | 200  | 09x14 | 人生           |      | 2012/02/07   |  |
| 2012/06/27   | 201  | 09x15 | 祕密           |      | 2012/02/14   |  |
| 2012/06/28   | 202  | 09x16 | 爾虞我詐       |      | 2012/02/21   |  |
| 2012/07/02   | 203  | 09x17 | 局外人         |      | 2012/02/28   |  |
| 2012/07/03   | 204  | 09x18 | 破綻           |      | 2012/03/20   |  |
| 2012/07/04   | 205  | 09x19 | 賭場風雲       |      | 2012/03/27   |  |
| 2012/07/05   | 206  | 09x20 | 傳教危機       |      | 2012/04/10   |  |
| 2012/07/09   | 207  | 09x21 | 重逢           |      | 2012/04/17   |  |
| 2012/07/10   | 208  | 09x22 | 玩火           |      | 2012/05/01   |  |
| 2012/07/11   | 209  | 09x23 | 都是牙齒惹的禍 |      | 2012/05/08   |  |
| 2012/07/12   | 210  | 09x24 | 將軍           |      | 2012/05/15   |  |

† 中文譯名採用台灣公視的翻譯。

## 子集簡介
| 集名        | 簡介 |  |
| ----------- | --- |  |
| 06.毒品謎雲 | 有一位軍士在飯店的冰庫裡被人發現，當時他的體溫高達106℉，NCIS小組馬上前往航空母艦上深入調查。另外，曾與Gibbs共事過的Stan也會出現。 |  |

| 集名 | 簡介 |  |  |  |  |

| 集名          | 簡介                                                                 |  |  |
| ------------- | -------------------------------------------------------------------- |  |  |
| 14.沉睡的殺手 | 在匡提科發生一起雙重謀殺，NCIS深入調查後，卻發現死者居然是韓國特務。 |  |  |

| 集名 | 簡介 |  |
| ---- | --- |  |
|      | 為化解美國與以色列政府間的外交衝突，姬瓦謀殺了一名伊朗囚犯和兩名聯邦調查局幹員，但也因此捲入了場政治謀殺案。吉布斯趕來幫她脫險。 |  |
|      | 一名打劫銀行的囚犯越獄，且威脅要殺佛諾爾的女兒。放人的條件就是法院重新審理他的案件。吉布斯前來協助。 |  |
|      | 一名官員被綁架。東尼遇上了他拒絕不了的好康，大家都快被吉布斯的鬍子搞瘋了。 |  |
|      | NCIS成員正在調查一名射殺官員的俄羅斯軍火商。吉布斯的精神導師麥克伸出援手。 |  |
|      | 一幢新房子內發現了一名海軍陸戰隊員的遺體。這具屍體曾被埋入土裡，後來又被挖出，再放到這屋子內。近幾個月來，這名海軍陸戰隊員的兩個未婚妻不斷收到未婚夫寄來的信。其中一名未婚妻是否發現不對勁？                                                                             |  |
|      | 萬聖節的夜晚，小女孩的父親被人攻擊，緊接著小女孩就被綁架了。吉布斯探員和他的團隊必須找出這個神秘兇手。 |  |
|      | 一名海軍陸戰隊員在陸、海軍用高爾夫球場被炸死。NCIS與美國陸軍犯罪調查司令部著手展開調查。 |  |
|      | 一名無家可歸的退役軍人從飯店客房跌落，墜在許多高級軍官正舉行宴會的場合上。調查人員還發現一名年輕女性的屍體，而且看起來這退役軍人似乎曾攻擊過這名女性。 |  |
|      | 提摩西探員一整晚不安的寫著東西；他還未成年的妹妹莎拉突然出現在他面前，噩夢彷彿也跟著到來，她說她殺了人卻什麼都記不得。NCIS探員在莎拉就讀大學的校園發現一具被刺死的遺體，調查後發現死者是在美國航艦企業號服役的水手傑夫帕帝。一年前，他拋棄莎拉，投向一名啦啦隊員的懷抱。 |  |
|      | 海軍基地的火爐內出現一具焦屍。美國聯邦調查局發現，這具屍體與突然消失的連續殺人犯有關，想要主導辦案。達齊醫生與吉布斯探員兩人看法不一。 |  |
|      | 一名海軍中尉試開一輛新設計出的汽車，進行測試，卻因一氧化碳中毒而死。一開始，大家都以為這是起單純的自殺案，但NCIS調查之後認定，這是謀殺。 |  |
|      | 一名高級海軍陸戰隊情報員死在一家小飯店的房間內，NCIS成員必須找出謀殺她的人。沒想到，NCIS調查後發現，謀殺這名情報員的人已死了三天，而且小鎮當局「早就」調查過這起案件了。吉布斯探員非追根究柢不可。這案件極可能與恐怖組織有關，而辦案時又要防止小鎮當局插手。             |  |
|      | 在山布雷特安置炸彈的恐怖分子雪瑞夫又現身了。現在他改用化學武器。一名海軍陸戰隊員顯然成了雪瑞夫的白老鼠。 |  |
|      | 珍妮利用東尼秘密進行的任務終於揭曉了。原來，她已追蹤這個可疑目標十年了。但現在他們需要其他成員與達齊醫生的幫忙才完成得了。 |  |
|      | 因為調查一名死亡的海戰陸戰隊員，NCIS來到一處夜總會，尋找一名連續殺人犯。吉布斯探員與當地警察就司法管轄權與辦案方法起了衝突。 |  |
|      | 一名海軍中尉來到NCIS的辦公室，要求吉布斯探員幫他解決一宗謀殺案。這名海軍中尉感染輻射中毒。小組成員埋頭調查時，姬瓦一直努力在想，為什麼這個人令她覺得似曾相識。 |  |
|      | 一些維修工人打開一個地下墓穴，沒想到墓穴卻爆炸了。工人在本來不應該有任何東西的地方找到一些屍塊。達齊醫生發現這些屍塊屬於人體的好幾個部份。NCIS必需追查到這名連續殺人犯。                                                                                                 |  |
|      | 達齊醫生準備要解剖時，已死亡的病人卻突然從解剖台上復活。吉布斯探員的一名老友可能與這件事有關。 |  |
|      | 恐怖份子又行動了，一名自殺炸彈客炸死了好幾名探員。NCIS企圖找出到底是誰殺了探員。達齊醫生和艾碧發現的證據相互衝突。而吉布斯透露了一些秘密給小組成員，對有些探員造成影響。                                                                                                 |  |
|      | 在檢視從犯罪現場收集到的證據時，提摩西赫然發現，這案件與他最新一本尚未完成的小說情節有關。小組成員找到了兩具屍體，大家開始比賽看誰能最早發現殺人犯，並理清他與小說的關係。提摩西後來終於承認，他把同事寫入小說內。                                                       |  |
|      | 珍妮找到一個願意提供行動情報的線民，但這個人卻被謀殺了。吉布斯和大夥努力幫她時，她卻出現越來越嚴重的強迫行為。 |  |
|      | 失明攝影師替一名已死亡的水手拍照。吉布斯和手下成員必須從這名失明攝影師的其他照片與他提供的訊息出找出線索。 |  |
|      | 雪普局長出國時，吉布斯成為代理局長。雖然多了個差事，但這一點也沒妨礙他率領手下調查一起謀殺。死者是在前往NCIS總部的路上遇害。 |  |
|      | 雪普局長回國了。她發現，有個知道她過去的人可能還活著。國家安全局下令，NCIS的成員個個都得接受測謊。吉布斯設法了解是誰下了這道命令。在此同時，東尼和珍妮卻一同碰上危機。                                                                                                   |  |

† 取自 https://web.archive.org/web/20111231233239/http://www.startv.com.tw/ncis/outline.html。

| 集名       | 簡介 |  |
| ---------- | --- |  |
| 逝者已矣   | NCIS小組在追捕「青蛙」的任務中，揭發了一個重大的秘密，這個任務因此走進死胡同，有個充滿爆炸性的結局。                                                                          |  |
| 親情       | 達奇進行一名女士官的解剖，發現一個驚人的事實，謀殺案因此轉變為尋找失蹤嬰兒的任務。同一時間，東尼必須釐清自己對姬安的感情。                                                    |  |
| 前妻檔案   | 吉布斯與荷莉絲曼恩中校共同調查一起海軍艦長的謀殺案，這名艦長有接觸高機密資料的管道。這起案件中，吉布斯某一任前妻竟然是重要證人，他會讓私人感情阻礙辦案嗎？                    |  |
| 身分危機   | 達奇發現一名用於研究的屍首，竟然是謀殺案的受害者。NCIS小組進一步發現這個受害者真正的身分是一名犯罪天才，他的專長是抹滅過去。                                                  |  |
| 空中斷魂   | NCIS小組受到緊急召喚，任務是阻止一名海軍軍官跳樓自殺，但是這名軍官卻當場遭人謀殺，NCIS小組必須找到殺害他的人。                                                                |  |
| 空船記     | NCIS小組來到執行勤務中的研究艦上，進行一件神秘謀殺的調查，卻偶然發現海上漂來的船上隱藏著一樁秘密，使得多人賠上性命。                                                          |  |
| 安魂曲     | 吉布斯進行犯罪調查時發現，這個案子涉及他死去女兒的一名朋友，他的情緒因此受到干擾。這個調查後來有個驚人的發現。                                                                |  |
| 指定標靶   | 一名海軍上將遭到謀殺，NCIS小組進行調查中，卻被一名女子打亂了辦案方向。她的身分是政治難民，回家尋找丈夫的下落。                                                                |  |
| 失而復得   | NCIS小組暫時成為一名九歲男童的褓母，小男孩的父親是解開一件懸案的關鍵人，卻神秘失蹤。NCIS小組循線來到荒煙漫草中，發現了一個令人震驚的事實。                                    |  |
| 煞星下士   | NCIS小組試圖緝捕一名有妄想症的海軍，他不僅殘暴，還以為自己身於伊拉克的戰場上。NCIS小組卻發現這個男人曾是秘密實驗的受害者，為了這個實驗，付出的代價卻難以估計。                |  |
| 家國恩仇   | 一名年輕的回教徒海軍軍官，在自己教區內的清真寺旁遭到謀殺。達奇因為這名軍官的宗教信仰，拒絕進行解剖。NCIS小組只好派麥基進入清真寺，置入竊聽器，卻發現FBI早已置入他們的竊聽器。 |  |
| 偷天換日   | 為了緝捕一個偷走海軍高科技雷達的竊賊，NCIS小組隱藏在倉庫中進行監視工作。但是他們卻意外目睹一件謀殺案的發生。同一時間，達奇有件事沒有誠實告訴其他隊友。                        |  |
| 狗仗人"識" | 一名狗主人神秘死亡，NCIS小組必須鑑定他是被自己的狗謀殺，還是謀殺者另有其人。艾碧決定要為狗狗的生命而戰，找出證明牠清白的證據。同一時間，吉布斯發現了雪帕處長的秘密。          |  |
| 內神外鬼   | 「青蛙」的屍體終於浮出水面。FBI調查NCIS小組內全部的探員，希望找出謀殺「青蛙」的人，而狄諾佐的嫌疑最大。                                                                       |  |
| 隔海緝兇   | 兩名NCIS成員來到伊拉克的巴格達，調查砲彈攻擊事件。然而這起調查，到頭來變成一樁謀殺案調查。                                                                                    |  |
| 鬼門關     | 姬瓦進行臥底任務，跟蹤一名連環殺人犯。但是當他開始懷疑起姬瓦的身分，她的生命安全受到了極大的威脅。                                                                            |  |
| 李戴張冠   | 法醫助手帕馬遭遇生命危險，自己變成不知名謀殺犯的目標，這是因為他是唯一可以認出兇手面目的證人。                                                                                |  |
| 死劫（上） | 一名前任NCIS探員突然死亡，NCIS小組在追緝兇手時，也被兇手追殺，陷入生命危險。                                                                                                  |  |
| 死劫（下） | NCIS繼續追緝殺死探員的兇手，他們必須在有限的時間內找出兇手，因為他的下一個目標是老大吉布斯。在案情尚未明朗前，這個任務需要每個組員同心協力，然而卻頂撞了副處長的權威。        |  |

† 中文譯名採用台灣公視的翻譯。

| 集名             | 簡介 |  |
| ---------------- | --- |  |
| 站到最後         | 史提夫瓦葛士官五月末仍未歸營（這已是四個月前的事），住在海軍造船廠的他，下班未如期回房報到，今日發現屍處異處。姬瓦與死者密友竟同處一個爆炸案中。吉布斯率領新的NCIS三人小組：藍格探員、李探員、基汀探員，展開調查。                                       |  |
| 航空母艦上的犯罪 | 狄諾佐來電告訴吉布斯，航空母艦海鷹號上有個海軍上尉跳海，目前下落不明，姬瓦和麥基前往上尉妻子琳蒂伊凡斯的住處，準備告訴她這個不幸的消息，意外發現妻子已經死亡多日…。                                                                                      |  |
| 國會犯法         | 凱莉麥拉藍少校，女性，35歲，陳屍於岩溪公園湖畔，擔任海軍法務辦公室的國會聯絡官，背部疑似遭槍擊，令人好奇的是，死亡地點應另有別處，吉布斯查案得來全不費工夫，線索一一掌握，原來…。艾碧的杯子蛋糕遭竊，她想要以科學鑑識辦案。                              |  |
| 家是心的歸屬     | 伊森拉柯姆下士在酒吧後門疑遭重毆致死，吉布斯說：「這不是酒吧幹架，是伏擊。」東尼發現伊森下士遺物「戒指」刻有斯提沃特中學的字樣，那裡是吉布斯的出生地，他們是同鄉。這次吉布斯得回家鄉查案。吉布斯的父親與他年少模樣以及初戀情懷首度曝光。                 |  |
| 九條命           | 麗茲艾德勒，28歲女性，意外發現鄰居羅伯布爾上等兵，遭綑綁謀殺，屋內沒有物品失竊，也沒有強行侵入痕跡，法醫達奇研判死亡時間應約四到六小時，幾乎是「放血」至死，綑綁死者的繩子沾有罕見的黴菌，黴菌將是破案的關鍵線索？ 姬瓦要前往以色列。                    |  |
| 謀殺2.0          | 浴室蓮蓬頭流出的是「血水」? 追查水源是地下水匯進的小水塔，吉布斯一探究竟，不出所料，水塔裡的男屍已死亡多時，達奇對死因語帶保留，但死者口中含有一個小鐵罐，內裝有紙條，上面寫著的是：一個網址！                                                           |  |
| 連帶傷亡         | 雷維托里歐，銀行警衛，在搶案發生前走進廁所，一出門隨即被歹徒一槍斃命，時間快到來不及做任何防衛，是誰敢在海陸基地、調查局學院的地區「匡提科」為非作歹？                                                                                                   |  |
| 掩飾             | 快遞箱內有冷凍屍體？送貨單沒有送件人資料，NCIS小組要如何破解這「水手箱屍案」？還是這一切都是安排好的「犯罪現場」？吉布斯為何要故弄玄虛？抓內奸能否成功？                                                                                                 |  |
| 匕首             | 李探員的身分即將曝光?NCIS裡有內奸？間諜的幕後操盤手到底是誰?吉布斯要如何引蛇出洞？麥基和吉布斯犯下了叛國罪還是另有目的？「骨牌」裡有國家最高機密，真假「骨牌」將落入誰手中？                                                                             |  |
| 路殺             | 東尼熱衷「比拼網」的網路遊戲，自拍爭取最佳沉思相，麥基正也參加鬼臉競賽，姬瓦和他們兩人談天說笑之際，吉布斯接獲一名上士死在樹林裡的消息，年約26歲的葛瑞柯林斯被鈍器重擊，皮屑有玻璃割傷傷口，似乎有簡單包紮的跡象，到底是誰將他致死的？                   |  |
| 平安夜           | 市警局重案組「坎普警探」大駕光臨NCIS小組，因一樁雙屍命案登門拜訪吉布斯，狄諾佐和坎普的妻子曾有過一段情，偏偏冤家路窄，得要共事此案。坎普警探在現場採到指紋為「奈德昆恩」所有，但已死了17年的士官怎會犯案？當年開死亡證明的人就是－達奇。                 |  |
| 困籠             | 劇組拍攝驚悚片，意外發現犯罪現場！吉布斯說：「大夥出發，這是死了八百年的水手。」NCIS小組全面出擊偵查尼爾波勒托上尉命案，上尉雙手中指都被鋸斷，吉布斯似乎掌握犯罪者名單，即刻派麥基前往馬里蘭女子監獄，當天，發生案外案，一名獄警遭刺傷亡，麥基成為人質？ |  |
| 驚鳥             | 林凱文士官與前未婚妻雪若剛解除婚約，雪若撞見林凱文與新歡親密吻別，燃起心中妒火，將士官殺害。NCIS小組將創下最快破案記錄？犯罪現場卻引發新的殺機，一名圍著綠色圍巾的女子，突然拿起兇刀，朝著達奇猛刺。                                                     |  |
| 愛戰             | 海軍上校失蹤！女兒蕾貝嘉與她的前任未婚夫有涉案嗎？詹寧斯上校開車途中發現有不明物體在車底，下車查看…即遭不測…，如今卻發現陳屍在荒郊木屋內，確定不是自殺，這開膛剖肚的手法絕對是一樁謀殺案。                                                               |  |
| 交貨             | 軍火販在與男子交易槍枝，朝屋頂隨意試槍射擊，竟從屋頂掉落一名海陸士兵屍體，艾米利歐撒拉薩這名士兵遭人雙腳銬住，犯罪現場疑點重重，牆上用血寫的可疑號碼，竟是吉布斯的軍籍號碼？                                                                             |  |
| 三年             | 狄諾佐犯下殺人案？是誰假冒東尼入住飯店棄屍？死者是賈斯汀葛瑞迪上尉，在國防部作郵務工作，雷尼葛蘭特自動投案，他是東尼三年前逮捕的的一個嫌犯，而當年葛瑞迪就是指證葛蘭特挪用公款的證人，這之中到底有何關聯？                                               |  |
| 南西南           | 華盛頓號的隨艦探員遭槍擊，陳屍於街道上，死者傑克派特森探員手中握有一張名片，寫了一支手機號碼，這名片能有什麼破案線索嗎？艾碧親自趕到案發現場，因為，派特森和艾碧是證物鑑識工作往來、合作多年的夥伴，他正是要去找艾碧而在途中被殺。                       |  |
| 擊倒             | 年近五十的非裔男性，泰勒凱斯歐文斯被棄屍密西根湖。里昂凡斯處長涉入此案？因與死者有不同交情，里昂涉入調查。凡斯、姬瓦和麥基在芝加哥辦案，能找出更多其他線索嗎？                                                                                           |  |
| 躲迷藏           | 海軍基地民宅裡發現一把可疑槍枝，從一個名叫諾亞的小孩房裡發現，槍口有剛射擊過的痕跡，並有腦漿殘留，NCIS小組全面展開調查！諾亞、崔維斯、贊恩這三個小孩到底是從何處取得槍枝？槍口下的被害者有多少？                                                         |  |
| 有借有還         | NCIS小組的追緝名單中，黑幫老大「強納森瑟拉佛」將現身？寇特在槍擊命案現場「報案」？曾給吉布斯一份凡斯處長個人檔案的他，與此案件有何關聯？寇特提供瑟拉佛犯案的證據給NCIS小組，可是這個犯罪首腦另有他人？                                                   |  |
| 有毒             | 嬰兒房怎會傳出虛弱的求救聲？原來是一名一等兵，名為馬可瑞格斯，他透過掃描器傳送求救，被附近的嬰兒房監視器接收。發現已死亡兩小時左右。艾碧被借將進行研究計畫，因原計畫的海勒博士失蹤，死者指甲內的ＤＮＡ正是…。                                            |  |
| 傳奇（上）       | 一名海陸被謀殺，成X形綑綁於大樓天台，幕後凶手是挑釁、是作記號、還是逼供被害人？吉布斯帶著麥基前往洛杉磯，與洛城專案室合作，這個專攻臥底和跟監的科技辦案中心。洛城分局主事探員「梅希」與吉布斯交情匪淺。姬瓦與電話裡的神秘男子有何關聯？                  |  |
| 傳奇（下）       | NCIS小組持續兵分兩路辦案，吉布斯仍留在洛城與梅希共同偵辦此案。麥基驚嘆洛城專案室的頂尖科技。狄諾佐對姬瓦的行為舉止感到懷疑，開始追查「麥可瑞夫金」，他的身份到底是？洛城小組埋伏跟監，以高科技追查嫌犯，臥底性命難保？                                   |  |
| 永遠忠誠         | 姬瓦和麥可瑞夫金隱瞞著什麼不可告人的秘密！狄諾佐暗中偵查。調查局、中情局等最高機密中心部長牌局，一樁意外命案即將引爆！四個情報單位的高峰會，怎會遭人暗殺？為何NSIC缺席？探員茱兒為何要把竊聽器證據踩爛？一連串的謎團開始牽引…。                          |  |

† 中文譯名採用台灣公視的翻譯。 

| 集名       | 簡介 |  |
| ---------- | --- |  |
| 老實輓歌   | 第六季末，姬瓦被囚禁在非洲之角，索馬利亞，而且還被打得鼻青臉腫，第七集首集卻出現了狄諾佐被綁在此地！被沙林烏曼詢問的狄諾佐，到底說了什麼？他又怎麼會來到這裡？姬瓦是生是死？大家能平安獲救嗎？ |  |
| 重聚       | 一樁三屍命案，海陸上士傑夫羅斯等友人在飯店欲辦單身派對，卻遭殺害，受邀的舞孃發現後報案，她的經紀人海克特也到場關切，他與命案有關聯嗎？令人好奇的是，早在五個月前就辦了單身派對並留下影片了，這「假」的第二次單身派對到底是…？姬瓦與凡斯處長懇談希望能回NCIS小組，她開始接受心理評估。                                          |  |
| 內線       | 這次NCIS小組要調查的對象身分不是海陸、也不是水手，是一名部落客?!他的名字是麥特伯恩斯，曾在網路上找NCIS小組麻煩的怪咖，看來不是單純的車禍意外身亡，還牽扯到多年前另一起海軍命案！ |  |
| 白臉黑臉   | 一艘捕蝦船在坦尚尼亞外海撈到一具海軍屍體，從只剩腐肉白骨的狀態來看，死亡時間應已有三、四個月以上，齒科記錄證實死者為海陸上士丹尼爾凱爾，調查得知，凱爾死亡前曾搭乘與姬瓦同艘船前往非洲，但後來船上所有人都罹難了？生還者姬瓦會知道什麼內幕嗎？究然在船上發生什麼事了？                                                         |  |
| 規矩       | 萬聖節前夕，姬瓦終於重回NCIS小組懷抱。這次犯罪現場死者是海陸上等兵詹姆斯寇比，他前天才從阿富汗回來，看起來是汽車引廢氣自殺的現場，但法醫達奇一看就推翻這個說法，達奇說屍體是刻意布置的，這是一個偽裝的自殺現場。 |  |
| 逃犯與親家 | 吉布斯親手打造的木船「凱莉號」，意外被發現載了兩具屍體漂流在聖地牙哥港，吉布斯說他今年的唯一休假就是把船運到墨西哥，將船送給他的乾女兒，船與命案有何關連？這究竟是怎麼一回事？ |  |
| 末局       | 伊藍瑟羅醫師在荒郊野外被殺害，且死前疑似有替人在犯罪現場動手術的痕跡，但兇手為何要致他於死？且是用一種特殊的手法！連凡斯處長都相當關切這件案件，凡斯一眼就識破兇手是誰！原來是他追捕20年的北韓特務女子？ |  |
| 大停電     | 波多馬克電力公司變電所爆炸，使得幾乎有三洲地區的用戶停電，連NCIS也遭受波及。海軍上尉艾瑪死在網路服務供應公司，為何在此發生槍戰？大停電與此命案有關連嗎？NCIS小組如何在沒有電的情況下查案？ |  |
| 小孩把戲   | 玉米田裡發現一具海軍屍體，身份是海陸上等兵崔佛羅薩達，達奇說死者死後才被剁手，這是兇嫌刻意留下的記號嗎?而手上的PC符號代表什麼呢？這命案又牽扯到情治測試中心(專以富有天份的小孩，測試相關情報)，其中的小孩跟命案有何關係？ |  |
| 信仰       | 湯瑪斯艾利斯中尉，已婚，曾是第三代受勳海陸，聖誕節前夕，在雪地中被發現被殺害，被害者膝下的伊斯蘭地毯顯示了一個訊息，他在被害之前是在祈禱？而湯瑪斯頭部傷口有鋁和鈦的碎屑，重擊頭部的兇器到底是什麼呢？至他於死的兇手又是何人？                                                                                                 |  |
| 火的奇蹟   | 森林大火後卻意外在樹林裡發現一名海陸，可是他只有身體的一側遭燒傷？身為戰機飛行員的賽耶斯少校，是因為飛機爆炸失事而墜毀於此嗎？賽耶斯少校的死因到底是什麼？ |  |
| 血肉       | 派克斯河附近死了個外國人，現場遭炸毀的汽車登記在環道汽車租賃公司名下，他們以月租方案租給沙易夫伊本阿旺王子，死者是瓦里德阿巴斯，是王子的司機，NCIS小組懷疑凶手真正暗殺的目標是沙易夫王子，將全力偵查案件並監管王子安全。狄諾佐的父親和沙易夫王子父親有何關係？他意外現身NCIS辦公室，跟此案件有何關連呢？                       |  |
| 飛機上有誰 | 狄諾佐和姬瓦奉命護送證人回國，一路上都要注意證人的生命安全，他們準備搭機回國，在機上，才正是危機的開始！萬萬沒想到機上充滿了許多陷阱。 |  |
| 化妝舞會   | 吉布斯要大夥兒出發準備辦案，麥基卻在參加「網路婚禮」?! 案件是一名海陸在汽車爆炸中身亡，羅曼維加上等兵所持有的車，竟有嚴重的輻射，這跟做炸彈的原料有何關連？全城陷入恐慌，NCIS小組得盡快釐清案件。 |  |
| 小刀       | 專幫人跑車的海德頓，到底是幫忙運送什麼貨物？竟然被人割喉致死！沃斯找上吉布斯想要偵察此案，釐清朋友真正的死因，找出最後的凶手。 |  |
| 母親節     | 吉布斯的岳母涉嫌一樁命案，本是證人的她，卻對兇手的長相說明的含糊不清，吉布斯替岳母找了女律師，到底是想掩護什麼嗎?這之中涉及多年前夏儂(吉布斯前妻)與女兒的死亡案件?一連串的案件，這到底有何關係? |  |
| 雙重身分   | 梅恩中尉在國家公園中槍送醫，醫院卻鬧雙胞，來了兩名都聲稱是他老婆的女子，而梅恩中尉的個人資料在資料庫顯示，六年前於阿富汗任務中失蹤！受傷的男子到底是誰？到底是什麼身份？ |  |
| 轄區       | 麥可詹森上尉被發現陳屍於海岸邊，潛水衣有像被尖刺戳破的痕跡，真正的死因為何呢？法醫達奇根據齒科紀錄與病歷紀錄發現，死者並非麥可詹森上尉！誰是幕後主謀者？到底是怎一回事？ |  |
| 昧樂       | 麥可詹森上尉被發現陳屍於海岸邊，潛水衣有像被尖刺戳破的痕跡，真正的死因為何呢？法醫達奇根據齒科紀錄與病歷紀錄發現，死者並非麥可詹森上尉！誰是幕後主謀者？到底是怎一回事？ |  |
| 兼差       | 馬里蘭海岸發現一名士官長屍體，麥基的指紋掃描機比對出死者身分，是名叫史考特羅巴特的海軍上士，同時，撈起另一名屍體，而他的指紋辨識卻標示紅旗，黑道幫派的汙點證人，兩人的死有何關聯？而愛慕麥基的測謊師也捲入這案件，吉布斯將首度被測謊…。                                                                                        |  |
| 死心眼     | 發現一名死者，哈頓上尉，他隸屬海軍資訊作戰司令部，住在阿納卡斯蒂亞基地宿舍，父母雙亡。而解剖發現哈頓上尉是被謀殺的，法醫菜鳥帕瑪先生發現，嵌在上尉的肩膀中是一個金屬彈丸，直徑1.5毫米，成分90％是鉑金、10％是銥，彈丸裡頭鑽有兩個洞，形成X狀中空，裡頭藏有人類已知一等一的奪命至毒「蓖麻毒素」，兇手到底是誰?為何要將他害死呢? |  |
| 邊境       | 汽車廢棄場的破舊汽車裡，發現一名屍體，死者為海軍下士雷柯林斯，而且他的雙腳被鋸斷，而頭皮上留有可疑的印記，根據他的定位顯示曾在一輛卡車上逗留很久，狄諾佐和姬瓦前往調查，卡車上留有更多被鋸斷的腳掌…。 |  |
| 愛國者末路 | 梅希探員死了?! 她的第四節頸椎前側有個骨片，可能是鋸齒狀刀峰猛力往上劃過她的頸子，幾乎將之自脊柱截斷，但梅希探員應能保護自己才對，這一切難道是專業暗殺? |  |
| Rule 51    | ? |  |

† 中文譯名採用台灣公視的翻譯。 

| 集名       | 簡介 |  |
| ---------- | --- |  |
| 蜘蛛與蒼蠅 | 20年前的懸案因研討會請艾碧鑑識而重新展開調查，佩卓荷南德茲在墨西哥近郊被狙擊身亡，彈殼比對發現持槍人是吉布斯？！想報殺父之仇的雷諾沙(販毒)集團頭頭「帕羅瑪雷諾沙」竟找上吉布斯的父親，要他血債血還…                                                                        |  |
| 夢魘       | 匡斯科發生某種毒氣外洩，教室內的老師和學生一一昏倒，清點校內人數發現有一名女孩失蹤，13歲的蕾貝嘉梅森到底去哪兒了？而這間在軍事基地旁的學校，為何會發生這樣的事件？是一起綁架案還是…                                                                                        |  |
| 一觸即發   | 一位女海陸在阿靈頓槍殺一為入侵私宅的男子，她是自我防衛還是蓄意殺人？ 東尼被海軍公關室選為拍攝NCIS招募手冊的封面人物，自信滿滿的他能如願以償嗎？ |  |
| 搶錢大作戰 | 民宅的按摩浴池驚見海軍屍體，儘管水深只有18吋，但愛德華畢克上士死因仍為淹死？上士的腹部有被剖開的痕跡，顯然有人在他的肚裡尋找某些東西？而臼齒有百元大鈔的碎屑，這到底是怎麼回事？                                                                                           |  |
| 死亡廣播   | 聽廣播卻意外聽到槍聲四起，海軍中校準備錄製一廣播節目，中校、錄音室內的主持人與工作人員全慘遭殺害，到底是什麼事件引發這一連串殺機？ |  |
| 崩潰       | 海軍上尉克莉亞索森竟闖紅燈急行過馬路，慘遭公車撞傷致死，她死前神情緊張，疑神疑鬼地在街上亂跑，她的死因不單純，死前還喃喃自語「我不能讓他抓到」，全身寫滿像是方程式的東西，到底是在躲避誰的追殺？還是有什麼不可告人的計畫？                                                 |  |
| 斷箭       | 海軍官校發生命案，退休軍官為何會陳屍於垃圾桶中？東尼的父親又為何與死者共乘一架私人飛機？這之間有何關聯嗎？ |  |
| 外患       | 一名女扒手盜刷信用卡卻成了NCIS小組鎖定的目標，她是恐怖活動的嫌疑犯？ 墨西哥灣發現的三具屍體又是誰下的毒手？姬瓦的父親和這些案件又有何關聯？ |  |
| 內憂       | 里昂凡斯,NCIS的處長竟然中槍命危？這是怎麼回事？是誰要致他於死？難道NCIS內有間諜嗎？姬瓦的父親與案件到底有麼關聯？他失蹤的原因又是為何呢？ |  |
| 虛假的證人 | 傑瑞奈斯勒在家門口收到奇怪的DVD，光碟內容是昨晚潛入他家的人所拍攝，差點要把他殺死的威脅影片。傑瑞失蹤了！但他是一起命案的證人，律師希望NCIS小組把這名海軍士官長在開庭前找到…。                                                                                             |  |
| 遊船命案   | 海巡調查處特別探員「艾碧蓋兒波林」和中尉「傑瑞米諾蘭」在遊船的酒吧相遇，艾碧抱怨她剛才相親的苦悶，兩人因同為海軍背景而相談甚歡。轉眼瞬間，船上槍聲響起，中尉中槍倒地，突發事件令人措手不及…。                                                                              |  |
| 募兵官之死 | 賽門克雷格上士意外死於高中的樓梯間，是遭人殺害還是意外身亡？在募兵站工作的他，自小雙親早逝，由姐姐一手扶養長大。致命一擊看得出是重踹在臉上的腳印，根據艾碧的分析，鞋印是來自先驅牌工作靴？到底為何引發殺機？又是誰想致他於死？                                             |  |
| 自由       | 海陸中士崔維斯伍登，35歲，現役後備軍人，頭遭重擊陳屍於後院，臉上有疑似警棍或球桿之類的重擊痕跡，他的妻子是海陸三等士官長「喬琪雅伍登」，她對於崔維斯的死，顯得意外的平靜…。                                                                                                |  |
| 反應       | NCIS小組來了一位心理醫師「瑞秋」，她要替小組內的探員們作心理評估。殖民地號上死了一名中校，NCIS小組前往犯罪現場調查，瑞秋醫生也想隨行，瑞秋的問題讓探員們頓時回憶湧上心頭…？                                                                                                |  |
| 違抗       | NCIS小組奉命保護貝爾加利亞國防部長的女兒安危，情報顯示有人想要加害他們。麥基和狄諾佐因為疏忽讓別人把國防部長果哥瓦的女兒雅卓安娜給綁架了，凡斯下令48小時內，要把事情解決，否則準備繳回警徽。                                                                               |  |
| 亂碼       | 扒手偷來的女用皮包內竟有一堆斷指和牙齒，斷指指紋身分是「柴克阿姆斯壯」 下士，NCIS小組開始追查失蹤的柴克下士，不久，柴克的遺體被尋獲，法醫初步判定柴克是遭嚴重凌虐致死，究竟柴克的死因為何？兇手又是誰？                                                                    |  |
| 最後一票   | NCIS調查助理陳屍車庫，死因是腹部多處刀傷造成大量出血，他的後車廂上有許多NCIS查扣的東西，他是在竊取公物嗎？又為何會被人殺害呢？ |  |
| 每況愈下   | 退役海陸上校耶爾佩頓，在軍中待了25年，去過巴拿馬、伊拉克、阿富汗，還曾獲頒軍功獎章和銀星勳章，竟有人用斧頭砍了他七次致他於死，凡斯要吉布斯接手此案，重新調查這兩周前的命案…？                                                                                              |  |
| 鳥歌       | 海軍少校死在郊外，崔克凱西少校在國防情報局工作，身上現金和信用卡都在，可見不是搶劫，他身上有多處槍傷，還用血跡寫下"鳥歌"？這有什麼含意？ |  |
| 雙面人     | 維州有一起海軍軍官命案，軍官陳屍在田地裡，腳踝被綁住，喉嚨被割開，而且割得很深，皮膚脫水、屍體開始有點腐爛，法醫推測死亡時間是四到五天前，但是屍體非常乾淨，沒有防衛性傷口，也沒有明顯的掙扎痕跡，所以可能是在別處被殺移到這裡…。                                          |  |
| 死亡倒影   | 海軍上尉竟陳屍五角大廈？這裡是全球最森嚴的建築之一，怎麼會發生命案？哪個兇手敢在這裡殺人？死者羅斯上尉的的第五和第六頸椎粉碎，但沒有瘀青或勒痕，所以她是被俐落斷頸的，可見凶手有武術背景…。                                                                                |  |
| 巴爾的摩   | 港埠殺手又出現了？！港埠殺手喜歡幫被害人穿高階軍服，照例沒有防衛性傷口 有預期中的神祕線索，這次的線索是...幸運餅，死者有六公分深的傷口，被割斷頸動脈，凶手的手法果然一成不變，割喉凶器和之前的命案一樣，屍體被徹底洗刷過、指甲也被修過，港埠殺手鎖定的對象身分，令人害怕。 |  |
| 天鵝之歌   | 有具屍體確認死者是NCIS特別探員，是一名白人男性35歲左右，被割喉，屍體上沒有東西，指紋掃描吻合維州警察的判定，就是NCIS探員厄爾史塔克，他才從諾福克基地出來休年假，怎麼會遭人殺害？到底怎麼一回事？                                                                           |  |
| 金字塔     | 連續殺人犯，港埠殺手有一貫的作案手法，他的名字是喬納斯考布上尉，NCIS小組發布協尋通報，港埠殺手接受過醫護訓練，能純熟使用手術刀，還會把年輕被害人打扮成年長軍官線索越來越多，NCIS小組能否擒兇到案？                                                                         |  |

† 中文譯名採用台灣公視的翻譯。 

| 集名              | 簡介 |  |
| ----------------- | --- |  |
| 人生如斯          | 狄諾佐探員對一名NCIS探員開槍?他怎麼都記不起來了？狄諾佐在幾個月前奉賈維斯部長之命執行一項秘密任務，到底是怎麼樣的任務？又發生了什麼事？讓他想都想不起來…任務的過程到底是什麼呢？                                        |  |
| 不安              | 湯瑪斯希爾一等兵，上周從阿富汗服役返鄉，本來是歡迎他回來的派對卻變成他陳屍的地點，初步死因是被穿刺致死，NCIS小組來到犯罪現場，眼前的證物「手機」卻被清潔路面的清潔車處理掉，NCIS小組只好在垃圾土堆中尋找手機…           |  |
| 潘妮洛報告        | 海軍中尉保羅布斯被槍殺，32歲、已婚、沒有小孩，而且中尉身上竟然有NCIS小組探員麥基的名片，為什麼中尉會有麥基八年前的名片呢？這跟案情又有何關連呢？                                                                        |  |
| 買凶疑雲          | 調查局十大通緝犯之一，名為「冰櫃」(專送人進冰屍櫃的殺人兇手)的男子，他至少涉及六起買凶殺人案，竟因車禍被逮捕，但在醫院昏迷無法偵訊，可知的是，他的下一個買凶殺人目標是一名海軍少校傑佛瑞布瑞特，NCIS小組要追查此案...。 |  |
| 吉女郎            | 一名海巡隊士官長死在船上，船被拖進諾福克基地，船上有走私美妝品，甚至有尋求庇護的外籍人士，NCIS小組調查發現這四人在船上的動機並不單純？ 波林探員和吉布斯，看似天生一對的最佳拍檔，能擦出愛情火花嗎？                     |  |
| 達奇的春天        | 海軍後備軍人半夜遊走在路上，被拖車輕微碰撞，卻當下身亡？法醫達奇發現死者傑森西姆斯上尉雙手腕黏過膠帶？還被灌了大量的水？形容這是一種自體溺斃事件？這到底是怎麼一回事？達奇的新女友現身...                               |  |
| 惡魔三角洲        | 吉布斯的前妻「黛安」找上門求助！黛安的現任丈夫「維克」昨晚在華府的貝威漢堡點餐後失去聯絡，NCIS小組前往速食店調查，店內遍是血跡，發現兩名男子頭部中彈身亡，維克下落不明，到底發生了什麼事？                              |  |
| 交戰(上)          | 海陸運輸機上有五名組員護送六名殉職海陸的屍體要返回空軍基地，快抵達基地時竟發生爆炸，飛機墜毀、殘骸遍地，NCIS小組該如何在廣大範圍的墜機現場採集證據，唯一生還者又能提供什麼線索？飛機又為何會爆炸…？                     |  |
| 交戰(下)          | 運屍箱中沒有弗羅斯中尉的遺體，那她下落何處？是生是死？ NCIS小組追查得知弗羅斯中尉的最後蹤影跟兩個小女生有關，吉布斯和姬瓦前往阿富汗調查                                                                                 |  |
| 父之罪            | 東尼的父親睡倒臥在汽車駕駛座前，正要上前盤查的警方發現，汽車後座竟有一具海陸的屍體？！這是怎麼回事？東尼的爸爸涉嫌殺人嗎？他會是殺人兇手嗎？...?                                                                        |  |
| 聖誕殺機          | 海軍上校傑克馬斯登被派駐在南卡的查理斯敦，他在聖誕夜著急投宿一家飯店，卻在不久後，被發現中槍倒在自己房間內身亡，研判不只一名凶手行凶，到底是誰下的毒手?又為何要殺害他？                                                 |  |
| 清理門戶          | 一名海軍軍官（海軍中校詹姆司邦斯威）被發現脖子與胸口各中一槍，但現場沒有採集到可疑指紋、沒有跡證，這樣的線索艾碧該如何協助追查此案？                                                                                    |  |
| 走投無路          | 瑪雅布瑞斯少校擔任海軍駐外武官，竟被發現陳屍於一間待售屋內，瑪雅的丈夫尼克是重案組的警探，尼克來到犯罪現場，情緒失控。殺害瑪雅的凶手似乎瞭解警方辦案的程序，在屍體上動了手腳，想混淆辦案...？                           |  |
| 人生(NCIS第200集) | 吉布斯在餐廳被人開槍？生命岌岌可危？一生回憶錄湧上心頭... 好友麥可、妻子夏儂、探員凱特、爸媽…許多人事物一一浮現，吉布斯偵辦過幾百件的案子，案件歷歷在目...                                                              |  |
| 祕密              | 海軍上校命案，傑克華勒斯上校在花店被人開槍擊斃，花店內保險箱被撬開，看起來像單純的搶案，事實上並不單純? 東尼的前未婚妻溫蒂與此案有何關係？有人想殺害她？溫蒂與東尼能否再續前緣？                                        |  |
| 爾虞我詐          | 羅伯班克斯博士，身分為心理學家和現任海軍後備軍人，兩名竊賊非法入侵博士家，未開槍打中博士，即發現博士早已上吊自殺？但案情並非所見，NCIS小組展開追查，博士的真正死因是...？                                               |  |
| 局外人            | 欲認罪協商的吸毒軍官，威利士官長，竟因心室性心搏過速而死？而且就在吉布斯面前，法醫達奇說士官長的死與毒品無關，這是怎麼回事？士官長多年前他才因心搏過緩而裝了心臟節律器來控制，怎麼會死於心搏過速呢？這裝置有什麼問題嗎? |  |
| 破綻              | 吉布斯和東尼當海軍部長的隨扈，不料，海軍部長卻中槍倒下！？吉布斯和東尼封鎖現場，避免消息走漏讓媒體知道，這到底是怎麼一回事？                                                                                            |  |
| 賭場風雲          | 在DD350哈根號上服役的凱勒亞當斯中士，因驅逐艦靠岸而上岸休假，怎麼會命喪街頭？報案男子”麥可”卻有沾滿血跡的外套，他聲稱是在幫死者急救，絕無行兇，列為嫌犯的他…是里昂處長太太的親弟弟！吉布斯該如何處理這案件？            |  |
| 傳教危機          | 一名海軍中尉從高空被丟下，法醫認定是活生生被丟下的，但有毆傷、刺傷和一個奇怪的子彈卡在他的背心裡，而且喉頭留有一種特殊的小型菌類，這些線索能幫助案情發展嗎?                                                             |  |
| 重逢              | 一場火災命案，因現場發現有海軍機密文件，所以將由火場鑑識人員和NCIS小組共同偵辦，雖然死者身分不是海軍，但吉布斯堅持辦案到底…，狄諾佐和縱火案調查員「傑森」是舊識？他們兩人之間有何過往交情？                             |  |
| 玩火              | 到底是誰要查海軍的機密文件？而且靠一場「火災」順利得手？縱火犯知道貨輪配線上的瑕疵以至於可以利用此來製造火災？這名縱火犯已經威脅美國各地的海軍生命安全，高層下令所有艦隊都嚴加戒備，NCIS小組展開全面調查！              |  |
| 都是牙齒惹的禍    | 吉布斯要全面追緝攻擊美國海軍的嫌犯「哈伯狄凌」！哈伯狄凌的兒子也是海軍？又是誰在多尼基探員的牙齒植入奇怪的裝置...這些線索會跟案情有所關連嗎？帕瑪即將結婚，誰會是他欽點的伴郎／伴娘？                                   |  |

† 中文譯名採用台灣公視的翻譯。 

| 集名           | 簡介 |  |
| -------------- | --- |  |
| 格殺勿論       | NCIS總部爆炸後，吉布斯、麥基、艾碧、東尼和姬瓦都安然無恙嗎？心臟病發的達奇也沒事吧？用炸彈攻擊NCIS總部的哈伯狄凌，成為美國海軍的頭號緝捕要犯，總統指示將整合所有資源要逮捕哈伯狄凌，必要時格殺勿論！                                                                                   |  |
| 復原           | "活力戰士"是姬瓦?"鬱結學者"是麥基?"哥德野花"是艾碧?"舌燦蓮花長舌公"是?災後心理諮商師來到NCIS總部替大家輔導並進行強制性精神評估，艾碧首先作評估，因為她在爆炸之後就一直噩夢連連。獲報發現一輛落水車輛，所有人是爆炸後疏散當天就失蹤的探員蜜姬，她陳屍車內，蜜姬的死是意外還是遭人殺害？ |  |
| 一觸即發       | 一位女海陸在阿靈頓槍殺一為入侵私宅的男子，她是自我防衛還是蓄意殺人？東尼被海軍公關室選為拍攝NCIS招募手冊的封面人物，自信滿滿的他能如願以償嗎？ |  |
| 失機疑雲       | 達奇12年前幫布魯斯羅伯茲中校解剖驗屍，近日他覺得事情不太對勁，決定開棺驗屍，羅伯茲中校的死因有出入嗎？而才看過開棺令的希爾中士怎會死於一氧化碳中毒？兩案之間有何關連？ |  |
| 同名者         | 駕著跑車的柯林巴瑟上士，被不明人士槍擊身亡，凶手為何留下凶器？NCIS小組可根據凶槍找到什麼線索嗎？26歲的上士又怎麼開得起30萬元美金的跑車呢？車子和死者有何關連？有何隱情嗎？ |  |
| 陰影(上)       | 麥可托瑞斯中尉，31歲，被誰痛毆致死？高瑟夫威斯考特上尉和麥可托瑞斯中尉的交情甚好，威斯考特是嫌疑人嗎？他又知道什麼內情嗎？麥基還原老舊的監視系統，能否從中找出什麼可疑人物？ |  |
| 陰影(下)       | 藍道克希，25歲，他在印度當交換學生後，人生方向就變了，成了恐怖分子，NCIS懷疑他與托瑞斯的命案有關，立刻被發佈協尋 |  |
| 綁票追緝       | 海軍上校大衛韋德接女兒下班，竟慘遭殺害?!不明人士搶行擄走了女兒莉蒂亞的朋友蘿西，蘿西的父親是海軍中校，同為鄰居的兩家人到底著惹了誰？綁匪又是誰呢？ |  |
| 魔鬼的三重彩   | 泰勒布朗為海軍上等兵，為何要對調查局探員托拜斯開槍，素昧平生、無怨無仇的兩人怎麼會引發殺機？幕後又是誰想要殺害托拜斯呢？ |  |
| 和爸爸過聖誕節 | 在波斯灣待了六個月返家的海軍女中校，聖誕節前夕回家時發現先生陳屍於自宅屋內，令人不解的是，他的口袋裡有未發行的新製百元大鈔，東尼的爸爸要來跟他一起過聖誕節 |  |
| 父親           | 麥可托瑞斯中尉，31歲，被誰痛毆致死？高瑟夫威斯考特上尉和麥可托瑞斯中尉的交情甚好，威斯考特是嫌疑人嗎？他又知道什麼內情嗎？麥基還原老舊的監視系統，能否從中找出什麼可疑人物？ |  |
| 父喪七日       | 姬瓦的父親死了，姬瓦傷心欲絕，東尼想要幫她，姬瓦說她想復仇！殺死姬瓦父親及里昂妻子的幕後主使者到底是誰？ |  |
| 打帶跑         | 平民萊拉卡萊特和海陸上等兵查德唐恩發生車禍？法醫在現場依血濺方向推斷，可能車禍前卡萊特就有被毆打的跡象，這是單純的意外嗎？恐怕既不單純，也不是意外！這起案件讓艾碧想起了她生平第一件案子                                                                                               |  |
| 抓耙子         | 艾傑康駭入多重威脅預警中心吉布斯要他供出幕後主謀者的身分，艾碧和麥基能從康的電腦中找出什麼線索？而NCIS小組該如何讓他供出內幕呢？ |  |
| 從此以後       | 匡提科死了一名海陸，蓋伯克羅，23歲，他在一般訓練時突然倒下，暴斃身亡，法醫勘驗發現手腳有奇怪的割傷，這是怎麼回事？他的死因到底為何？凡斯處長遭逢喪妻之痛，休息好一陣子，他要回到NCIS上班了嗎？                                                                                         |  |
| 迂迴           | 高登羅斯上尉突然跌跌撞撞走向廂型車，拿了後車廂的水管輸通劑猛灌後身亡，他為何要尋死？而他的真實身分又是誰？這是單純的自殺事件還是另有隱情？NCIS小組中有人被劫持了？這跟高登羅斯上尉命案有關嗎？                                                                                         |  |
| 枯萎的玫瑰     | 枯萎玫瑰殺手又犯案了?!在銷聲匿跡三年後，殺手近日又殺害了兩名女性，吉布斯的理髮師懷疑自己的兒子卡麥隆就是殺手，吉布斯要幫他暗中調查，真正的枯萎玫瑰殺手到底是誰？ |  |
| 軍犬士之死     | 露比的先生勒密爾是駐喀布爾的陸戰隊員，勒密爾帶著一條名為「戴克斯」的軍犬，軍犬可以嗅出地雷位置，維護安全，勒密爾怎麼會突然被狙擊槍殺？是敵軍所為嗎？露比請求NCIS小組協助調查。 |  |
| 白颮           | 暴風雨席捲漁船及美國海軍船艦，波瑞亞利斯號的艦上一名軍官被殺，NCIS小組登艦調查，為何海軍中校會遭逢不測？艦上的上將竟是麥基的父親？他與此案有何關聯？麥基的父親首度登場(本季NCIS成員的爸爸都要現身XD)                                                                                   |  |
| 緝凶           | 海軍軍官的丈夫失蹤，丈夫名叫諾亞丹尼爾斯，三十七歲，從事房屋仲介，住處除了少許血跡與夫妻檔的指紋外，只在垃圾桶找到一截斷指，斷指能找出什麼線索嗎？諾亞生死未卜，他到底身處何處？ |  |
| 柏林           | 姬瓦要吉布斯准許她前往歐洲緝捕殺父兇手，她要去找波德納，吉布斯要東尼陪她去，兩人到了柏林，能順利找到波德納嗎？又會遭逢什麼意想不到的事件？兩人感情會有什麼新的發展嗎？ |  |
| 報仇           | 姬瓦和東尼車禍受傷，伊蘭拿走了鑽石？姬瓦和東尼能平安無事嗎？波德納到底躲在哪裡？NCIS小組能逮到波德納並拿回鑽石嗎？姬瓦能如願報殺父之仇嗎？ |  |
| 雙盲           | 艾文羅瑞下士突然吼叫並攻擊別人，艾文要求要與NCIS對話，說是涉及國家安全之事，是什麼人在跟蹤艾文呢？這案件又牽扯到什麼國家機密嗎？ |  |
| 動輒得咎(完)   | 國防部政風處的調查人員帕森斯因伊萊大衛和潔姬的死而對NCIS展開調查。查德麥布萊上尉遭人殺害，達奇和帕瑪在解剖房了解死因，赫然發現死者有超高讀數的輻射值，死者到底去了哪裡？這起命案跟NCIS小組有何關連？幕後又有什麼內情？                                                                 |  |

† 中文譯名採用台灣公視的翻譯。 

| 集名            | 簡介 |  |
| --------------- | --- |  |
| 敵人在後方      | 恐怖攻擊造成海軍部長喪生?!凡斯處長認為爆炸案可能跟麥布萊上尉的命案有關，吉布斯與NCIS將著手調查，姬瓦傳了訊息給東尼，說她要去尋根、想事情…？！東尼問她是否要人陪伴，姬瓦欣然接受，東尼訂了機票欲前往特拉維夫，竟有人朝東尼住處開槍，是誰要殺他？NCIS小組遭到威脅了嗎？下一個目標又會是誰？ |  |
| 過去,現在與未來 | 東尼到以色列和莫沙德當局碰面，誓言要找到姬瓦。東尼在前天收到姬瓦傳來的一張照片後就失去連絡，東尼能根據這張照片的線索找到姬瓦嗎？姬瓦真的要離開NCIS小組嗎？ |  |
| 低空慢飛        | 泰倫斯奇斯中尉的家中竟遭人裝置炸彈，炸彈裝置設計精良，只要一開門必啟動，必死無疑，是誰下的毒手？又是要謀殺誰？麥基的識別證件不見了。 |  |
| 失去名字的女人  | 證件顯示一名叫「派翠西亞莫瑞諾」的女子，竟陳屍於屋內，而且被嚴重毀容，可是資料顯示，莫瑞諾中士多年前已在阿富汗被炸彈炸死！？到底誰是本尊誰是分身？莫瑞諾中士是假死還是誰冒用了她的身分後被謀殺？                                                                                          |  |
| 舊案            | 泰倫斯奇斯中尉的家中竟遭人裝置炸彈，炸彈裝置設計精良，只要一開門必啟動，必死無疑，是誰下的毒手？又是要謀殺誰？麥基的識別證件不見了。 |  |
| 低空慢飛        | 演習卻變成真實事件?!離岸鑽油平臺發生爆炸，其中有一名海陸死亡，NCIS小組前往調查，隨即國土安全部要求全美的所有鑽油設施加強警戒，因為這可能不是單一事件？ |  |
| 藍天天使        | 陸戰隊中士麥可道森，趁休假去購物卻遇害，一槍正中心臟要害而喪命，是誰要對他開槍？吉布斯接到老爸的電話，結果是警局打來，吉布斯的老爸闖了什麼禍嗎？吉布斯的父親「傑克吉布斯」要吉布斯陪他去見一位老戰友？！                                                                                  |  |
| 低空慢飛        | 裘蒂雷下士載著耳機跑步，卻被不明車輛撞倒在地，NCIS小組根據現場留下的車頭燈碎片能找出肇事車輛嗎？車主和凶手會是同一個人嗎？ |  |
| 直覺            | NCIS內部正召開高層會議，有企業人士、海軍部長、處長等人出席簡報，突然網路安全模式偵測到內部的干擾訊息，封鎖了系統裝置，是誰搞的鬼？未查明之前任何人都不許離開安全室！ |  |
| 魔鬼三人組      | 朗費格曼下士，在汽車隊工作，回住處時遭人槍殺，表現優異的他為何會遭遇不測？而目擊證人描述槍手的長相，竟是一名小丑？！可疑來電號碼竟是從吉布斯前妻下榻的飯店房間所撥出？ |  |
| 思鄉病          | 華府方圓三十哩內，接連發生有軍人子女突然高燒，這是什麼奇怪的疾病？是SARS還是化學攻擊？ |  |
| 擊殺鏈          | 丹尼爾寇因上士在公園被狙擊身亡，目擊者表示看到疑似飛船從空降下，上士就被射殺了，這是怎麼回事？麥基的女友蒂萊拉要參加頒獎典禮晚會，蒂萊拉希望麥基能陪她一同出席，麥基卻說他無法請假？最終麥基會陪蒂萊拉參加嗎？                                                                            |  |
| 全面追緝        | 恐怖份子班能帕沙再度出現，無人機將攻擊康拉德頒獎典禮，麥基躲過一劫，蒂萊拉卻受傷，手術全力搶救中。蒂萊拉正在生死關頭，麥基在醫院守候，NCIS小組其它人員全力緝捕班能帕沙等嫌犯。 |  |
| 人性獸性        | 海雅帕沙是班能帕沙在巴基斯坦的妹妹。蒂萊拉因爆炸受傷，造成終身癱瘓，麥基難過萬分。NCIS小組能將帕沙逮捕並繩之以法嗎？吉布斯請畢夏正式加入NCIS小組。 |  |
| 防彈背心        | 載有海軍物品的貨車突然翻覆於道路上，司機已逃之夭夭，但貨車上竟發現有防彈背心的膺品？是誰要買賣這些東西？而又是什麼從天而降的東西使得貨車翻覆呢？ |  |
| 變身殺手        | 東尼和父親碰面，卻發現可疑人士，行蹤詭異，一個假扮海軍軍官的男子，對東尼拔槍，東尼因防衛而開槍，假扮軍官的男子到底是誰？東尼父親被海軍督察提問，督察將調查東尼是否有疏失。 |  |
| 兩面為難        | 幫忙辦勞軍演唱會的達米安杭特上士，突然在化妝間被炸死，設置炸彈的歹徒是要針對誰下手？幕後又有什麼陰謀？ |  |
| 新月城(上)      | 海軍部長要求NCIS與調查局聯合偵辦一樁案件，死者是出色的聯邦探員、前眾議員「麥克連」，吉布斯的老友普萊德高級特別探員來訪NCIS，他們能共同偵破此案嗎？ |  |
| 新月城(下)      | 特權殺手又犯案了？湖邊發現浮屍，這跟麥克連命案有何關連嗎？凶手又用了什麼誘餌讓調查人員上當？該如何即刻阻止殺手再度犯案呢？ |  |
| 死亡內幕        | 蒂萊拉私下打電話給東尼，是關於一樁海軍上尉基特瓊斯命案的事情，調查過程似乎有點奇怪，有秘密調查的可能，蒂萊拉和NCIS小組合作，此案將有突破性的發展。 |  |
| 嫌疑人          | 列斯特泰特少尉才23歲，目前派駐美軍梭特利亞號，怎陳屍於馬路上？他到底為何遇害？東尼和麥基兩人正在進行排毒比賽？！ |  |
| 海陸與遊民      | 關鍵證人馬丁羅上士，突然失蹤了？羅上士怎麼消聲匿跡了呢？他無法出庭參加軍審，這將影響案件處理過程，羅上士也是名優秀的攝影師，他的失蹤會與攝影作品有關嗎？而他又是生或是死呢？ |  |
| 上將的女兒      | 東尼被處長指派去NCIS法國馬賽分處主持會議，其實主要任務是去接上將的女兒，女兒的安危牽扯到國安問題？！東尼抵達馬賽分處，卻發現NCIS員工全都喪命？這是怎麼回事？ |  |
| 孝敬父親        | 吉布斯的父親突然中風過世，NCIS小組希望幫上一些忙，盡忠職守、堅守岡位，尼加拉號傳來遭人縱火消息，NCIS小組立刻展開調查，而吉布斯回憶起與父親相處的日子。 |  |

† 中文譯名採用台灣公視的翻譯。 

| 集名                  | 簡介 |  |
| --------------------- | --- |  |
| 二十公里              | 在海軍犯罪調查處服務的IT人員凱文哈珊，去莫斯科探視生病的叔叔，他叔叔昨天過世了，凱文安排把遺體運回美國安葬的時候，覺得自己被跟蹤了，躲進大使館中。海軍部長要求NCIS小組派人將他接回來，吉布斯接到命令，將帶一名資深探員一同前往，會是誰出這個任務？而他們返途所搭的直升機竟被飛彈鎖定？大家能平安完成任務嗎？這又是誰要謀害NCIS？ |  |
| 刺殺來使              | 海軍軍官陳屍橢圓廣場，死者身份是瓦勒斯少校，曾被派駐在五角大廈。法醫認為死亡時間約兩小時前，而附近的監視器卻恰巧都被樹葉遮住，沒有當時的現場畫面。瓦勒斯少校的手機突然響起，對方是美國的”老大”…美國總統！？里昂的身體健康出了問題…？ |  |
| 暗殺名單              | 發生一起汽車爆炸案，死者是達奇最好的朋友嗎？！達奇驗屍一看門牙就確定死者不是他所認識的朋友，因為他的門牙可是達奇打下來的，是兩顆假牙才對，達奇有點安心，達奇將前往英國尋找老友…。 |  |
| 勒殺                  | 恐怖份子瑟吉米希涅夫沒被吉布斯擊斃，逃亡後下落不明。海軍研究科學家蘇菲亞格拉茲曼在公園遇襲，被人發現時還活著，卻被設計精密的殺人武器給斷頭送命，根據調查，蘇菲亞的實驗搭檔奈莉班寧是個優秀人才，奈莉班寧跟瑟吉米希涅夫有所關連…。 |  |
| 聖多明尼克號          | 聖多明尼克船員落海，死因待查，他是被人謀殺還是發生意外？NCIS要登船調查。 |  |
| 輔導級                | 萬聖節即將到來，今年人人有伴，只有狄諾佐落單？！艾碧特別重視這個節日，大家會裝扮成什麼人物呢？薇拉莉邦斯醫師，42歲，先生是海軍中校雷恩邦斯，薇拉莉邦斯被女兒發現陳屍在家中，她背部中槍，達奇還有其它發現…，艾碧則要將犯罪現場的子彈碎片和被害人身上的碎片重組，找出同樣的子彈，確認出槍手的身分…。 |  |
| 落葉歸根              | 車庫發現一具屍體，死者是喬治霍金斯，65歲，退役士官。死者手裡握著一個「狗牌」，上面的名字是CJ肯特？這代表什麼？CJ肯特是凶手嗎？可是他在45年前已經死了！？NCIS小組還將前往越南查案！ |  |
| 永遠堅強              | 士官車禍身亡，可能有人肇事逃逸，現場救護車到達前，已有人幫士官急救包紮？!前海軍醫務兵安娜狄倫因無照行醫被捲入案件之中，NCIS小組能還她清白嗎？ |  |
| 停飛                  | 畢夏的先生終於出現在NCIS小組面前，傑克的出現讓大家相信畢夏是真的已婚，不是騙大家的。畢夏和丈夫要去過節，他們在機場遇到東尼，暴風雪使得所有航班停飛，這時接獲消息，機場將有恐怖攻擊…?! |  |
| 家規                  | 麥基在寫家書，還回顧了吉布斯守則∼守則第三十九條：「沒有巧合這種事」守則第三條：「絕不能讓同事聯絡不上」守則第一條：「切忌把嫌犯放在一起」還有「切忌惡搞搭檔」守則第十條：「辦案不能投入私人感情」守則第三十六條：「覺得自己被耍了，八成就是真的」守則第四十條：「沒有疑心生暗鬼這回事」守則第五條：「有時很難分辨守則和懲罰的差別」守則第十五條：「小組同心，其利斷金」守則第三條：「別相信你聽到的，要再三查證」守則第八條：「沒有理所當然」守則第二十二條：「切勿打擾吉布斯進行偵訊」守則第十二條：「切忌辦公室戀情」守則第十三條：「切忌跟律師打交道」守則第四十二條：「剛暗算你的人跟你道歉一概不接受」守則第五十一條：「有時錯的人是你」本集敘述一個叫坎普斯的駭客，從故障的網路伺服器竊取敏感資訊，可能危害國安，所以NCIS找來三名駭客罪犯，穿著囚服在NCIS辦公室裡幫忙緝拿坎普斯…。 |  |
| 離去的人              | 犯罪現場一次有五具屍體出現，有上校、上士、士官長等，五名死者都是資歷優異的人，怎麼會同時被害？吉布斯的"兩位前妻"同時出現在犯罪現場要找吉布斯？吉布斯的"兩位前妻"同時出現在犯罪現場，她們的出現引起NCIS小組其它成員的好奇與八卦，但有驚人的意外發現，有人刻意複製吉布斯過去遇過的命案，複製成當年雪帕處長的命案現場一樣？後來又來一具屍體，則是跟范克斯命案一樣？有人要吉布斯心生困惑影響辦案？前妻1號黛安和前妻2號蕾貝卡的出現到底是為了什麼？吉布斯的敵人這次又讓他人生少了一個人…？ |  |
| 內賊難防              | 莎拉古德在敘利亞被俘虜，她幸運被救回美國，NCIS小組想問她關於綁架她的人員裡有沒有更多關於恐怖份子的相關線索…。 |  |
| 我們建造,爭取自由和平 | 海軍上尉艾瑞克卡茨勒身亡，這突來的案子卻讓法醫帕瑪的太太布琳娜感到鬆一口氣，至少帕瑪不會再緊盯著她這名孕婦瞎操心，發現上尉屍體的是他的先生，這到底是怎麼一回事？ |  |
| 變調的軍歌            | 年僅19歲的二等兵約翰華利斯，被人發現陳屍在森林裡，而死者手上緊握一張照片，NCIS小組能從當中找到什麼線索？約翰華利斯手上戴的戒指上有「真實」「英勇」「職責」三個詞的拉丁語，這是雷明頓軍校的校訓，正是東尼唸的最後一間預校，吉布斯要東尼回母校找線索…。 |  |
| 木屋熱                | 軍官餐廳發生瓦斯氣爆？這是單純意外還是恐怖攻擊？吉布斯的頭號敵人「瑟吉米希涅夫」又與爆炸事件有關嗎？吉布斯能否替前妻黛安報仇？能否將瑟吉米希涅夫繩之以法？ |  |
| 舊債                  | 一名不是海軍身份的被害者遇害，為何警局要通知NCIS小組到現場調查？吉布斯對被害人「里藍史畢爾斯」的名字非常熟悉，這原來是吉布斯20年前臥底的假名！？NCIS小組有義務要查出整起案件到底是怎麼回事…。 |  |
| 畫中的祕密            | 國防後勤局有海軍上尉身亡，發現多明尼克派恩上尉遇害的是工友父子檔，畢夏在現場發現一枝筆，這會對案情有所幫助嗎？能否找到更多相關線索？狄洛佐的老爸突然出現在他家，有點難過的樣子，原來他失戀了！？ |  |
| 近況更新              | 屋主柏金斯三等士官長的自家車庫發現一具女性屍體，被害者不是他的太太，柏金斯也完全不認識這名死者，她到底是誰？又為何會在此遇害？而柏金斯的太太又下落何處？ |  |
| 耐性                  | 丹尼爾哈維中士和一名叫蘿莉塔的女子兩人喪命在車內，中士的身分卻在核對資料庫之後發現查無此人？！「復仇正義行動」是什麼秘密任務？為何只有處長、吉布斯和狄諾佐知情？ |  |
| 善意的代價            | 陸戰隊上等兵大衛奧斯汀，他被人發現躺在草叢裡，已經身亡多時，是單純的車禍意外？還是另有隱情的謀殺？狄諾佐的老爸渡假回來，要跟他住幾天，狄諾佐要柔伊跟老爸三人一起吃飯。 |  |
| 愛,不用翻譯           | 麥基獲選為NCIS年度代言人！？東尼感到訝異與吃醋！？大衛蘭迪斯上尉被凶殘的殺手綑綁殺害，NCIS小組該如何比對出殺害蘭迪斯上尉的刀？比對的結果又會有什麼出乎意料的發展？ |  |
| 聊天室                | 海軍少尉珍寧威爾特25歲，駕車衝進一間餐廳，嚇壞了正在求婚的一對情侶，珍寧傷重不治，死因不是單純的車禍意外，是早已被人割喉！？傑克和吉布斯關係越來越好！？兩人每天都會通話幾分鐘！？ |  |
| 彈跳貝蒂              | 16歲炸彈客，在公車上引爆炸彈，他的手臂上有個像刺青的圖案，這代表了什麼？高層會議指出，要阻止恐怖組織"使命"在線上招募年輕人犯罪，要立刻阻止他們在黑市購買S型地雷(又叫彈跳貝蒂)等武器，到底是誰交易這些東西？ |  |
| 血樂園（完）          | 多尼基特別探員殉職，吉布斯想起曾經離開NCIS小組的人，十分傷感。吉布斯能否將殺害多尼基的人繩之以法？同為探員的多尼基的母親，也親自涉入此案進行調查，吉布斯和狄諾佐前往伊拉克，持續展開調查…。 |  |

† 中文譯名採用台灣公視的翻譯。 

| 集名     | 簡介 |  |
| -------- | --- |  |
| 止血     | 吉布斯遭路克哈里斯槍擊，被送往航空母艦醫院的外科病房，塔特夫醫師替他進行手術。東尼立刻被凡斯處長派去出任務，喬安娜和他一起前往上海… |  |
| 了卻心願 | NCIS小組受命追查葛里森中士的下落。來委託此案的米契是曾救過吉布斯妻女探員的兒子。發現了葛里森中士的屍體，他到底怎麼會遭逢不測？ |  |
| 冒牌貨   | 紐頓少校不久前才打過電話給吉布斯，卻被發現陳屍郊外，看似意外跌落山谷，卻沒那麼單純，這跟兩年前的軍火失蹤案有關聯嗎？狄諾佐花錢去查自己DNA祖譜，想知道自己是否有優良血統，結果令人啼笑皆非。 |  |
| 雙重麻煩 | 杜克斯一等兵遇害，眼球被挖出。克勞曼是凡斯處長的老友，他與此案有什麼關係嗎？ |  |
| 緊急封鎖 | 海軍上校屍體在後車廂被發現，凶手準備棄屍的途中發生追撞後逃跑，死者腹部有奇怪的東西，如同磁鐵般有強大吸力？ |  |
| 瘋傳     | 公園發現軍官屍體，亞當邁爾斯中士中槍身亡，這跟近期的連環殺手有關嗎?傑克出遠門，從事所謂最高機密的國安任務，畢夏在新聞報導中看到恐怖攻擊，有不祥的預感…。 |  |
| 十六年   | 在森林發現腐屍，死者身上刺青著”榮譽衛國”，因為手指頭被動物咬掉，無法用指紋確認身分，等身分出爐後，法醫達奇一聞其名就說此案他要自請迴避，這是怎麼回事? |  |
| 孤軍救援 | 無國界醫生被攻擊？東尼多年前的曖昧情人現身，姬安是東尼的前女友？老朋友？這次攻擊事件失蹤的兩個人，一個是伍茲醫師，他是姬安的前夫，另一個是曾幫吉布斯動手術的女醫生…。 |  |
| 軍事審判 | 每個人都有恐懼症，有的怕黑、有的懼高，麥基對東尼說他有一任女友怕羽毛，東尼直覺猜說是艾碧！？海軍凱爾希望NCIS立刻將他逮捕！？好查案還他清白！？ |  |
| 至親兄弟 | 國防部長要NCIS幫忙處理一名垂死士兵之事，26歲的亞歷士昆恩上尉，正在醫院治療白血病，為何國防部長要插手醫療事件?NCIS小組的及時找到可以捐骨隨給他的弟弟…。 |  |
| 兄與弟   | 陸戰隊二等兵約翰安爵遇害，達奇卻沒有出現在犯罪現場，他莫名消失無影無蹤，據悉他離開解剖室之前接了一通神秘電話，不料，停在犯罪現場的車輛後車廂傳來呼救聲，竟然是達奇！本集達奇失聯多年且早已往生的弟弟牽連到案子，弟弟到底是生是死？                                                                              |  |
| 姊妹市   | 海軍情報官吉爾萊夫利中校，早上六點通知他的指揮官會搭飛機回來，不久卻發現機上沒有生命跡象，可能是快速洩壓導致大腦缺氧，然後死於缺氧症，目前飛機呈現自動駕駛但很快就會墜毀…，危機解除後，發現艙單上的第五個名字「路卡蘇托」，艾碧的弟弟！？                                                                       |  |
| 似曾相識 | 維吉尼亞州警聯絡NCIS，說垃圾場發現一名水兵的屍體，發現屍體的清潔員是麥基的同學，史都有演化生物學學位，但他熱愛垃圾，到底發生了什麼事？ |  |
| 密室死亡 | 大西洋上一艘船，有海軍潛水員離奇死亡，暴斃前突然發瘋失控，NCIS偵查此案意外發現他們從事的工作受到保密，這樁死亡事件到底是怪病引發還是蓄意謀殺？ |  |
| 贖金     | 海軍部長的女兒被綁架，NCIS小組展開調查，全力追緝可疑嫌犯…。 |  |
| 危險人物 | 海軍作戰支援中心在路邊盤查可疑份子，發生槍擊事件，一名槍手和上士受傷，塔夫特醫師負責槍手的手術，吉布斯要塔夫特醫師全力救回槍手，這會跟失竊槍枝搶案有關嗎？ |  |
| 加班     | 「一名中士開車看見一個女人，她被一個男人用刀架著，他開槍打死對方救了女人」。傍晚出現看似合理的「路見不平，拔槍相助」案件，吉布斯卻展現不一樣的懷疑神情，沒有更多證據前，老大要大家下班去。麥基與蒂萊拉在家共進晚餐、東尼去約會、畢夏則加班處理文件，不料每個人的腦子仍在推敲案情，默契十足的同時回到犯罪現場…。 |  |
| 瞄準鏡   | 三名死者在伊拉克被殺害，一名當地人、兩名美國人，證實了這對夫妻的身分是伊蓮達德士官長和她丈夫史賓賽，這趟私人探訪怎會惹來殺機？而且是遠距離的狙擊，到底槍法高超的兇手是誰？ |  |
| 合理懷疑 | 2個女人同時報警互相指控對方殺了那個男人，一位是詹寧斯的妻子，一位是詹寧斯的情婦，到底是誰說了謊？ |  |
| 東尼危機 | 吉布斯急忙跑到辦公室說他接到電話，在大家面前說有人報案，一名NCIS探員死於車禍，死者姓名是「東尼」！？大家一臉錯愕，連東尼也感到無奈。這到底是怎麼回事？ |  |
| 棺屍案   | 棺材店老闆海運來的棺材驚見一具屍體在內！獄警為何會死在棺材裡？這到底是怎麼一回事？ |  |
| 大後方   | 吉布斯派東尼去英國，追查雅各史考特的線索。傑弗遜郡發生入侵民宅案，一名小孩亨利馬歇爾目睹入侵歹徒面貌，亨利的父親是海陸，這六個月都外派在伊拉克，入侵的人到底是誰？ |  |
| 無法投遞 | 身中三槍的佛內爾送往醫院急救。雅各史考特到底身在何處？他為何要找姬瓦？雅各是凶手嗎？還是凶手另有其人？ |  |
| 家人第一 | NCIS小組擔心姬瓦的下落，東尼要去以色列找她，但壞消息傳出，姬瓦所在之處可能已被炸毀！？一名叫「塔莉」的小女孩出現，他是姬瓦和東尼的女兒！？東尼為了女兒要離開NCIS團隊？NCIS小組全力追緝寇特！ |  |

† 中文譯名採用台灣公視的翻譯。 

| 集名           | 簡介 |  |
| -------------- | --- |  |
| 新局           | 海軍中校坎貝爾一家人，因汽車爆炸而受傷，混合動力車的電池被人動了手腳嗎？還是另有其它的致命關鍵？吉布斯替NCIS小組招募新人，三個月來已拒絕8個新探員，誰能加入NCIS團隊成為新的生力軍呢？                              |  |
| 壞男孩         | 托瑞斯探員和昆恩探員正式上工。 |  |
| 機密訊息       | 陸戰隊中士從自家公寓大廈屋頂墜樓，生命垂危，送醫搶救。希爾中士似患有憂鬱症，但醫師基於倫理堅持不透露病人隱私，曾派駐在阿富汗的她，究竟是自殺還是他殺，又為何會發生此事件呢？                                       |  |
| 愛之船         | 麥基準備向蒂萊拉求婚！大家該替他保守求婚計畫嗎？驅逐艦上發生命案，NCIS要在驅逐艦靠岸前趕緊破案。 |  |
| 費城           | 年輕小兵怎會在費城被槍殺？用app叫車卻遇害？ |  |
| 空殼騙局       | 失蹤多日的海軍官凱莉瑞斯托，被發現在命案的地下室內有指紋痕跡，她下落何處？而同樣失蹤的丈夫又為何音訊全無？ |  |
| 勇者之家       | 東尼爸和NCIS的艾碧、畢夏、麥基見面，要將東尼的公寓出租，大家都想要能租到這間公寓，究竟誰會勝出？亞麗夢到有關吉布斯的夢，到底是什麼夢？上等兵在雜貨店遇害，這是怎麼回事？                                           |  |
| 愛情疑犯       | 畢夏的三個哥哥突然出現在畢夏家中，並且好奇畢夏是跟誰去約會去了？德瑞克雷薩中校死亡四小時後才出了車禍，這是單純意外還是謀殺事件？                                                                                   |  |
| 基地疑雲       | 眾議員遭威脅，是誰要對她下手？助理發生意外，這是跟眾議員有關還是單純意外？ |  |
| 真情相待       | 葛林上校搭了一輛共乘叫車，卻不幸喪命，這是怎麼回事？死者怎會留有達奇舊家的地址字條？ |  |
| 威洛比行動     | 凡斯處長下令威洛比行動展開！「陳凱」是要追捕的頭號目標，這位富商被懷疑製造恐怖活動來操弄股市，NCIS將蒐集證據將他繩之以法，參與行動的李維等人能順利完成任務嗎？                                                     |  |
| 吉布斯的無間道 | 威洛比行動讓李維受傷、卡辛姆腦死，NCIS小組將持續追查…吉布斯意外消失，沒來上班、音訊全無，不像平日作風的他究竟去了哪裡？                                                                                            |  |
| 繼續前進       | 海軍上校保羅史密斯準備替兒子慶生，卻被未減速的汽車撞倒，這是意外還是謀殺？膽小的法醫助理吉米正犯冬日憂鬱，他卻爬上高樓救人！？                                                                                     |  |
| 連環計         | 瑪雅凱特林中士被外送披薩人員發現她陳屍家中，純樸小鎮的警長現身，夏洛克協會要和NCIS小組一同偵辦此案！？ |  |
| 潘朵拉的盒子   | 演唱會發生恐攻，被逮捕的嫌犯竟然是艾碧？徵召測試行動怎麼會弄假成真？ |  |
| 生死戀         | 威洛比行動，使得畢夏男友卡辛姆喪命。李維持續調查，畢夏則被交代不得干涉。蕾妮透納少校是自殺？他殺？威脅式自殺？陳凱又跟少校的死有什麼關聯呢？                                                                       |  |
|                | 麥基被兩名入侵住宅的武裝歹徒攻擊，他們是要搶劫什麼東西嗎？關這棟房子有關聯嗎？麥基會把發生的事一五一十告訴蒂萊拉嗎？                                                                                               |  |
|                | 癌末病人蘿拉要吉布斯幫她重新調查柯林斯上士海上失蹤案，蘿拉覺得柯林斯的死不單純、不是意外，真相到底是什麼呢？ |  |
| 越戰牆         | 榮譽航班是非營利組織，免費招待退伍軍人來華府，造訪他們的紀念碑，這回安排的是越戰軍人，貝克下士是義務護送者，他卻在現場”心臟病發”!?貝克下士負責護送的老兵亨利羅傑斯，又能知道什麼線索？托瑞斯和昆恩傳出曾有一段情？ |  |
| 病毒危機       | 伊利特病毒以無法破解的演算法鎖住了裝置，需購買解鎖金鑰，否則將失去所有資料，NCIS小組都被駭了嗎？案件卻出現令人意想不到的發展！                                                                                     |  |
| 知人知面       | 陸戰隊下士凱爾坎貝爾被近距離槍擊身亡，疑似兇手的越野機車怎會是托瑞斯的舊車？這到底是怎麼一回事？托瑞斯隱瞞多年的秘密會讓吉布斯知道嗎？                                                                             |  |
| 動物大師       | 公園騎警發現三等士官長雷米坦納陳屍在公園，接著又發現了許多動物遺骸與頭骨，這些奇怪的動物骨頭會和命案有關連嗎？ |  |
| 藍色           | 瓊斯士官在軍艦上死亡，NCIS小組抵達軍艦準備開始調查，屍體卻憑空消失？麥基和蒂萊拉正緊鑼密鼓籌備婚禮中，卻發生意想不到的事情？                                                                                       |  |
| 斷掌奇案       | 兩名化學家在做環評時發現斷掌，附近還有其它屍塊，叛軍活動會跟此起命案有關連嗎？ |  |

† 中文譯名採用台灣公視的翻譯。 

| 集名       | 簡介 |  |
| ---------- | --- |  |
| 異地同心   | 吉布斯和麥基被囚禁在巴拉圭武裝叛軍的營地，兩人該如何脫逃？ |  |
| 買一送一   | 墓園工程意外發現兩具屍體在同一棺木裡面，為何海軍上尉會跟老奶奶同葬呢？一棺雙屍案，這到底是怎麼回事？                                                               |  |
| 退場策略   | 陸戰隊中士從自家公寓大NCIS和市警局聯合監視的調查行動，可是值勤員警怎麼失蹤了？                                                                                     |  |
| 颶風殺人夜 | 命案現場的化妝舞會，竟然真的有死人？ |  |
| 隱藏的自我 | NCIS小組最佳伙伴之一–軍情六處的克雷頓李維 |  |
| 受困其中   | 高爾夫球場割草機有異狀？竟發現海軍士兵屍體？這是怎麼回事？ |  |
| 舉證之所在 | 蓋伯瑞因被判殺害歐康諾上尉而入獄十年了 |  |
| 靈媒緝凶   | 郊外木屋傳出微弱的求救聲，健行的女子發現木屋裡面竟然是… |  |
| 生生不息   | 麥基和蒂萊拉的雙胞胎孩子即將誕生… |  |
| 雙重打擊   | 托瑞斯、斯隆和參議員菲利普等人在阿富汗沙漠參加活動，參議員的兒子錢德勒發生意外在加護病房急救，參議員等一行人該如何以最快速度回到美國？而又會發生什麼意想不到的事？ |  |

† 中文譯名採用台灣公視的翻譯。 

## Gibbs' Rules
吉布斯有自己的一套規則，不管是在私事還是工作上，他的團隊都要以這些規則來行事，但像是第12條，就幾乎沒有人遵守。不知道為什麼，第1條跟第3條都有重複。在16季第13集，Bishop破了與Ziva有關的案子後，Gibbs就親手把第10條的紙條燒毀，說明第10條已經被打破了。在18季16集，Ｇibbs將他新造好的船命名為第91條規則(Rule91)，Bishop向他問起名字的含義，Gibbs告訴了她，也暗示著Bishop的離開。

| 編號 | 英文原文 | 中文翻譯                                                                                             | 首次出現集數 |  |
| ---- | --- | --- | ------------ |  |
| #1   | Never let suspects stay together. | 不要讓嫌疑犯待在一起                                                                                 | S01E01       |  |
| #1   | Never screw over your partner. | 絕對不要在背後捅你的夥伴一刀                                                                         | S04E14       |  |
| #2   | Always wear gloves at a crime scene. | 在犯罪現場永遠要戴手套                                                                               | S01E01       |  |
| #3   | Don't believe what you're told. Double-check. | 不要輕信別人告訴你的話.要加以查證                                                                    | S01E01       |  |
| #3   | Never be unreachable | 永遠不要讓別人聯絡不到你                                                                             | S03E13       |  |
| #4   | If you have a secret, the best thing is to keep it to yourself. The second-best is to tell one other person if you must. There is no third best. | 如果你有個祕密，保守它的最好辦法？藏在自己心裡。第二好的辦法？告訴一個你必須告知的人，沒有第三好的了 | S04E14       |  |
| #5   | Don't waste good. | 別錯過人才                                                                                           | S08E22       |  |
| #6   | Never say you're sorry. It's a sign of weakness.                                                                                                 | 絕對不要道歉，那是軟弱的象徵                                                                         | S07E12       |  |
| #7   | Always be specific when you lie. | 說謊時要具體一點                                                                                     | S01E23       |  |
| #8   | Never take anything for granted. | 不要認為事情是理所當然的                                                                             | S03E10       |  |
| #8   | Never assume everything. | 不要隨意假設                                                                                         | S03E17       |  |
| #9   | Never go anywhere without a knife. | 不管去哪裡都要帶刀                                                                                   | S01E13       |  |
| #10  | Never get personally involved in a case. | 辦案的時候切忌參雜個人感情                                                                           | S07E21       |  |
| #11  | When the job is done, walk away. | 當工作結束後，走開                                                                                   | S06E24       |  |
| #12  | Never date a coworker. | 絕對不要跟同事約會                                                                                   | S01E15       |  |
| #13  | Never, ever involve lawyers. | 絕對不要牽涉到律師                                                                                   | S06E07       |  |
| #14  | Bend the line, don't break it. | 變通，但不能打破底線                                                                                 | S11E04       |  |
| #15  | Always work as a team. | 永遠要記得團隊合作                                                                                   | S05E05       |  |
| #16  | If someone thinks they have the upper hand,break it.                                                                                             | 如果有人自認高人一籌,打破他這種感覺                                                                  | S08E24       |  |
| #18  | It's better to ask forgiveness than ask permission.                                                                                              | 先斬後奏更有效率                                                                                     | S03E04       |  |
| #20  | Always look under. | 永遠別漏了眼皮底下的東西                                                                             | S12E17       |  |
| #22  | Never, ever interrupt Gibbs in interrogation. | 絕對不要打擾吉布斯偵訊                                                                               | S04E10       |  |
| #23  | Never mess with a Marine's coffee if you want to live.                                                                                           | 如果你還想活的話，絕對不要打翻海軍陸戰隊的咖啡                                                       | S02E09       |  |
| #27  | There are two ways to follow someone. 1st way - they never notice you. Second way - they only notice you.                                        | 有兩種跟蹤方法。第一種 - 不要讓目標注意你；第二種 - 讓他只注意到你                                   | S07E15       |  |
| #28  | When you need to help,ask. | 當你需要幫助時，請講                                                                                 | S13E10       |  |
| #35  | Always watch the watchers. | 始終觀察觀察者                                                                                       | S08E22       |  |
| #36  | If you feel like you're being played, you probably are.                                                                                          | 如果你覺得自己被耍了，你很可能就是                                                                   | S09E01       |  |
| #38  | Your case, your lead. | 你的案子，你主導                                                                                     | S06E16       |  |
| #39  | There is no such thing as coincidence. | 沒有任何事情是有巧合的                                                                               | S07E21       |  |
| #40  | If it seems like someone's out to get you, they are.                                                                                             | 如果有人看起來想要害你，那他就是                                                                     | S07E22       |  |
| #42  | Don't ever accept an apology from someone that just sucker-punched you.                                                                          | 永遠不要接受來自剛耍過你的人的道歉。                                                                 | S09E16       |  |
| #44  | First things first, hide the women and children.                                                                                                 | 事情有輕重緩急，先把婦孺藏起來                                                                       | S07E23       |  |
| #45  | Clean up your messes. | 收拾好自己的爛攤子                                                                                   | S07E24       |  |
| #51  | Sometimes - you're wrong. | 有時候...你是錯的                                                                                    | S07E24       |  |
| #62  | Always give people space when they get off an elevator.                                                                                          | 為離開電梯的人留出空間                                                                               | S11E13       |  |
| #69  | Never trust a woman who doesn't trust her man.                                                                                                   | 絕不信任不相信自己男人的女人                                                                         | S09E07       |  |
| #73  | Never meet your heroes. | 百聞不如一見                                                                                         | S16E07       |  |
| #91  | When you decide to walk away, don't look back.                                                                                                   | 當你決定要離開時，別回頭                                                                             | S18E16       |  |

## 全球播映頻道
重返犯罪現場(NCIS) 已由全球許多地區的電視台播放：
| 地區             | 頻道                                                                                            | 片名                                           | 翻譯（英文）                      |
| ---------------- | ----------------------------------------------------------------------------------------------- | ---------------------------------------------- | --------------------------------- |
| 美國             | CBS                                                                                             | NCIS                                           |                                   |
| 臺灣             | 公視主頻道 中華電信MOD Fox Crime;FOX HD（088;074頻道） CHANNEL V（改名為FOX） 中視主頻 中視HD台 | 重返犯罪現場（公視、FOX） 海軍執法悍將（中視） | NCIS - Return to the Crime Scene  |
| 香港             | now寬頻電視Fox Asia（515台）                                                                    | NCIS                                           |                                   |
| 中國             | Fox HD Asia（DishHD252台）                                                                      | NCIS                                           |                                   |
| 克羅埃西亞       | NOVA TV                                                                                         | Navy CIS                                       |                                   |
| 加拿大           | 英文：Global                                                                                    | NCIS                                           |                                   |
| 加拿大           | 法文：Historia                                                                                  | NCIS: Enquêtes spéciales                       |                                   |
| 澳大利亞         | Network Ten                                                                                     | NCIS                                           |                                   |
| 荷蘭             | Veronica                                                                                        | NCIS                                           |                                   |
| 比利時           | VT4                                                                                             | Navy NCIS                                      |                                   |
| 巴西             | AXN                                                                                             | NCIS                                           |                                   |
| 保加利亞         | Нова Телевизия                                                                                  | Военноморски Специален Отдел                   | Naval special service             |
| 智利             | AXN                                                                                             | NCIS                                           |                                   |
| 丹麥             | TV3 (Viasat)                                                                                    | Navy CIS                                       |                                   |
| 法國             | Métropole 6                                                                                     | NCIS : enquêtes spéciales                      | NCIS : special investigations     |
| 德國             | SAT.1                                                                                           | Navy CIS                                       |                                   |
| 立陶宛           | LRT                                                                                             | Specialioji jūrų policijos tarnyba             |                                   |
| 紐西蘭           | TV3 (New Zealand)                                                                               | NCIS                                           |                                   |
| 波蘭             | TVN (Poland)                                                                                    | Agenci NCIS                                    | Agents of NCIS                    |
| 斯洛伐克         | Markiza                                                                                         | NCIS : Námorny Vyšetrovací Úrad                | NCIS : Navy Investigation Service |
| 斯洛維尼亞       | TV3 (Slovenia)                                                                                  |                                                |                                   |
| 南非             | SABC 2                                                                                          |                                                |                                   |
| 西班牙           | La Sexta                                                                                        | Navy: investigación criminal                   | Navy: criminal investigation      |
| 挪威             | TV3 (Viasat)                                                                                    | Navy CIS                                       |                                   |
| 瑞典             | TV3 (Viasat)                                                                                    | Navy CIS                                       |                                   |
| 英國             | FX (UK), Five                                                                                   | NCIS                                           |                                   |
| 大韓民國（南韓） | XTM                                                                                             | NCIS                                           |                                   |
| 愛爾蘭           | FX (UK), RTÉ One                                                                                | NCIS                                           |                                   |
| 亞洲             | FOX Asia                                                                                        | NCIS                                           |                                   |
| 匈牙利           | TV 2                                                                                            | NCIS - Tengerészeti helyszínelők               | NCIS - Navy Investigation Service |
| 日本             | FOX CHANNEL                                                                                     | NCIS 〜ネイビー犯罪捜査班                      |                                   |

## 外部連結
- 中視官網 （页面存档备份，存于）（中文）
- http://www.cbs.com/primetime/ncis/ （页面存档备份，存于）（英文）
- 互联网电影数据库（IMDb）上《重返犯罪現場》的资料（英文）